# Библиография Ивана Ильина
Источники библиографии:
- Полторацкий Н. И. А. Ильин. К 100-летию со дня рождения // Россия и революция. — Тенафлай (Нью-Йорк): Эрмитаж, 1988. — С. 241—291.
- Полторацкий Н. Иван Александрович Ильин. Жизнь, труды, мировоззрение. — Тенафлай (Нью-Йорк): Эрмитаж, 1989. — 320 с.
- Лисица Ю. Библиография // И. А. Ильин. Собрание сочинений в 2-х томах. — Москва: Московский философский фонд, изд-во "МЕДИУМ", 1994. — Т. 2. — С. 513—559. — ISBN 5-85133-013-9.
- Offermanns, Wolfgang. Bibliographie der Werke Iljins (нем.) // Mensch, werde wesentlich! Das Lebenswerk des russischen religioesen Denkers Ivan Iljin fuer Erneuerung der geistigen Grundlagen der Menschheit. — Erlangen, 1979. — S. 281—305. — [Офферманс, Вольфганг: Человек, обрети значительность! Дело жизни русского религиозного философа Ивана Ильина — обновление духовных основ человечества]
- Личный архив И. А. Ильина в Мичиганском университете — до 2005 года. (англ.) Проверено 8 января 2009 г.

По умолчанию предполагается, что авторство Ильина было обозначено в тексте в момент публикации (полным именем или инициалами). В остальных случаях перед названием в скобках курсивом проставлен псевдоним или указание на отсутствие авторской подписи (б/п).

## 1900-е

### 1903
- Саша. — [Рассказ. Не опубликовано. Автограф: РГАЛИ. — Ф. 131. — Оп. 1. — Ед. хр. 130. — Л. 67—77]
- Идеальное государство Платона в связи с его философским мировоззрением. — [Кандидатское сочинение, декабрь 1903 года. Не опубликовано. Рукопись хранилась в канцелярии Совета Московского университета: ЦГИАМ. — Ф. 418. — Оп. 84. — Д. 467. — Л. 13]

### 1904
- Поэма. — [Из кавказского быта. Не опубликовано. Упоминается в письме: РГАЛИ. — Ф. 131. — Оп. 1. — Ед. хр. 130. — Л. 10]

### 1905
- Учение Канта о «вещи в себе» в теории познания. — [Кандидатское сочинение, конец 1905 года. Не опубликовано. Рукопись в 307 страниц хранилась в канцелярии Совета Московского университета: ЦГИАМ. — Ф. 418. — Оп. 84. — Д. 467. — Л. 13]

### 1906
- (Н. Иванов). Из русской старины. Бунт Стеньки Разина. — М.: Книгоиздательство «Труд и Воля», 1906. — 45 с.
- (Н. Иванов). Что такое политическая партия. — М.: Книгоиздательство «Труд и Воля», 1906. — 16 с.
- (Н. Иванов). Свобода собраний и народное представительство. — М.: Книгоиздательство «Труд и Воля», 1906. — 30 с.

### 1907
- Рудольф Штаммлер. Хозяйство и право с точки зрения материалистического понимания истории. Рус. перевод М. К. Покровской, А. А. Мейера и И. А. Давыдова, СПб., 1907. Стр. 404 // Критическое обозрение. — М., 1907. — Вып. IV. — С. 56—61.
- Фихте. Назначение человека. Пер. с нем. Л. М. под ред. Н. О. Лосского. Изд. Жуковского, СПб., 1906. Стр. 133. Ц. 50 к. Фихте. Основные черты современной эпохи. Пер. с нем. Л. М. под ред. Н. О.  Лосского. Изд. Жуковского, СПб., 1906. Стр. 232. Ц. 75 к. // Критическое обозрение. — М., 1907. — Вып. V. — С. 25—29.

### 1908
- М. Штирнер. Единственный и его собственность. Пер. Тиммельферба и Гохшиллера, СПб., 1907, Стр. 365 (и ещё 4 других перевода) // Критическое обозрение. — М., 1908. — Вып. I (VI). — С. 68—71.
- Шеллинг. «Философические исследования о сущности человеческой свободы». «Бруно, или о божественном и естественном начале вещей», СПб. 1908 // Критическое обозрение. — М., 1908. — Вып. VI (XI). — С. 27—30.

### 1909
- О современных течениях в неокантианстве // Русские ведомости. — М., 1909. — № 89. — С. 5.
- О «Наукоучении» Фихте Старшего издания 1794 г., 324 c.. — [Сочинение 1906—1909 гг. Не опубликовано]
- Учение Шеллинга об Абсолютном. — [Сочинение 1906—1909 гг. Не опубликовано]
- Идея конкретного и абстрактного в теории познания Гегеля. — [Сочинение 1906—1909 гг. Не опубликовано]
- Идея общей воли у Жан-Жака Руссо. — [Сочинение 1906—1909 гг. Не опубликовано]
- Метафизические основы учения Аристотеля о Doulos Fysei. — [Сочинение 1906—1909 гг. Не опубликовано]
- Проблема метода в современной юриспруденции. — [Сочинение 1906—1909 гг. Не опубликовано]

## 1910-е

### 1910
- Понятия права и силы. — М., 1910. — 38 с.
- Понятия права и силы // Вопросы философии и психологии. — М., 1910. — Кн. 101 (2). — С. 1—38.

### 1911
- Идея личности в учении Штирнера. Опыт по истории индивидуализма // Вопросы философии и психологии. — М., 1911. — Вып. 106 (2). — С. 55—93.

### 1912
- Кризис субъекта в наукоучении Фихте Старшего. Опыт систематического анализа // Вопросы философии и психологии. — М., 1912. — Вып. 111 (2). — С. 1—39.
- Кризис субъекта в наукоучении Фихте Старшего. Опыт систематического анализа // Вопросы философии и психологии. — М., 1912. — Вып. 112 (2). — С. 290—344.
- Шлейермахер и его «Речи о религии» // Русская мысль. — М., 1912. — № 23. — Кн. 2. — С. 41—46.
- О возрождении гегелианства // Русская мысль. — М., 1912. — № 33. — Кн. 4. — С. 35—41.
- О любезности. Социально-психологический опыт // Русская мысль. — М., 1912. — № 33. — Кн. 5. — С. 1—36.
- (Н. Костомаров). «Екатерина Ивановна» // Русская молва. — СПб., 1912 21 дек./З янв. — № 13. — С. 5. — [Отклик на постановку во МХАТе одноимённой пьесы Леонида Андреева]
- Die Begriffe von Recht und Macht. Versuch einer methodologischen Analyse // Archiv für systematische Philosophie. Neue Folge der Philosophischen Monatschriften. — Berlin, 1912. — Т. XVIII. Heft 1. — С. 63—88. — [Понятия права и силы. Опыт методологического анализа. Немецкий вариант одноимённой статьи, опубликованной по-русски в журнале «Вопросы философии и психологии», М., 1910, № 101 (2), С. 1—38; вновь напечатана в Собрании сочинений И. А. Ильина, М.: Русская книга, 1993—2001 (далее — Собр. соч.), Т. 4, С. 5—44.]
- Die Begriffe von Recht und Macht. Versuch einer methodologischen Analyse // Archiv für systematische Philosophie. Neue Folge der Philosophischen Monatschriften. — Berlin, 1912. — Т. XVIII. Heft 2. — С. 125—144. — [Понятия права и силы. Опыт методологического анализа]

### 1914
- Тезисы к докладу И. А. Ильина на тему «Учение Гегеля о сущности спекулятивного мышления», прочтённому в заседании Московского психологического об-ва 1914 г., 22 февраля. — М., 1914. — 4 с.
- Учение Гегеля о сущности спекулятивной мысли // Логос. — М., 1914. — Т. 1, вып. 2. — С. 250—306.
- Философия Фихте как религия совести // Вопросы философии и психологии. — М., 1914. — Вып. 122 (2). — С. 165—185.
- Учение Гегеля о реальности и всеобщности мысли // Вопросы философии и психологии. — М., 1914. — Вып. 123 (3). — С. 413—476.
- Основное нравственное противоречие войны // Вопросы философии и психологии. — М., 1914. — Вып. 125 (5). — С. 797—826.

### 1915
- Общее учение о праве и государстве / Основы законоведения. Часть I. (Общедоступные очерки И. А. Ильина, В. М. Устинова, И. Б. Новицкого и М. Н. Гернета). — М.—Пг., 1915. — С. 1—106.
- Духовный смысл войны. — М., 1915. — 48 с.
- Философия как духовное делание // Русская мысль. — М., 1915. — № 36. — С. 112—128.

### 1916
- Проблема оправдания мира в философии Гегеля // Вопросы философии и психологии. — М., 1916. — Вып. 132—133 (2—3). — С. 280—355.
- Логика Гегеля и её религиозный смысл // Вопросы философии и психологии. — М., 1916. — Вып. 135 (5). — С. 513—545.
- К. А. Кузнецов. Очерки по теории права. Изд. Ивасенко. Одесса 1915. C. 65. Ц. 60 к. // Юридический вестник. — М., 1916. — Вып. 13 (1). — С. 189—191. — [рецензия]
- О приятии права. — [Сочинение 1916 г. Опубликовано позже]

### 1917
- (Н. Иванов). Бунт Стеньки Разина. (Из русской старины). Второе, заново переработанное издание. — М.: Книгоиздательство «Труд и воля», 1917. — 63 с.
- Партийная программа и максимализм. — М.: Библиотека Народной Свободы, 1917. — 8 с. — (Задачи момента, № 1).
- Партийная программа и максимализм ссылка=. — 2-е изд. — Одесса: Библиотека Народной Свободы, 1917. — 9 с. — (Задачи момента, № 1).
- О сроке созыва Учредительного Собрания. — М.: Библиотека Народной Свободы, 1917. — 8 с. — (Задачи момента, № 2).
- Порядок или беспорядок?. — М.: Издание «Народное право», 1917. — 21 с. — (Задачи момента, № 3).
- Демагогия и провокация. — М.: Издание «Народное право», 1917. — 21 с. — (Задачи момента, № 4).
- Почему «не надо продолжать войну»?. — М.: Издание «Народное право», 1917. — 23 с. — (Задачи момента, № 5).
- Учение Гегеля о свободе воли // Вопросы философии и психологии. — М., 1917. — Вып. 137—138 (2—3). — С. 165—224.
- Учение Гегеля о морали и нравственности // Вопросы философии и психологии. — М., 1917. — Вып. 139—140 (4—5). — С. 151—227.
- (Юстус). Куда идёт революционная демократия // Утро России. — М., 1917. — 8/<21> окт. — № 242. — С. 1—2.
- (Юстус). Отказ г. Керенского // Утро России. — М., 1917. — 12/<25> окт. — № 245. — С. 1—2.
- Речь И. А. Ильина // Утро России. — М., 1917. — 13/<26> окт. — № 246. — С. 5. — [Речь на 2-м Московском совещании общественных деятелей]
- (Юстус). Чего ждать? // Утро России. — М., 1917. — 21 окт./ <3 нояб.>. — № 253. — С. 1—2. — [Рубрика «На пути к Учредительному Собранию»]
- (Юстус). Кошмар // Утро России. — М., 1917. — 10/<23> нояб. — № 259. — С. 1.
- (И. Л.). Ушедшим победителям // Русские ведомости. — М., 1917. — 14/<27> нояб. — № 249. — С. 2.
- (Юстус). Кто они? [Против меньшевиков и эсеров] // Утро России. — М., 1917. — 19 нояб./<2 дек.>. — № 266. — С. 2.
- (Юстус). Корень зла // Утро России. — М., 1917. — 2/<15> дек. — № 276. — С. 1—2.

### 1918
- Тезисы к диссертации И. А. Ильина на тему «Философия Гегеля как учение о конкретности Бога и человека» Т. 1. Учение о Боге. — М., <1918>. — 4 с.
- Философия Гегеля как учение о конкретности Бога и человека. Том первый. Учение о Боге. — М.: Изд. Г. А. Лемана и С. И. Сахарова, 1918. — 301 с.
- Философия Гегеля как учение о конкретности Бога и человека. Том второй [Учение о смысле человеческой жизни] Учение о человеке. — М.: Изд. Г. А. Лемана и С. И. Сахарова, 1918. — 356 с.

### 1919
- Учение о правосознании. — [Сочинение 1919 года; рукопись в 20 печатных листов была представлена и объявлена к печати в 1938 году, но вышла под другим названием только после смерти автора]

## 1920-е

### 1922
- Основные задачи правоведения в России // Русская мысль. — Прага—Париж, 1922. — Вып. 8—12. — С. 162—188.

### 1923
- Проблема современного правосознания. (Публичная речь, произнесённая на открытии Русского научного института в Берлине 17 февраля 1923 г.). — Берлин, 1923. — 32 с.
- Философия и Жизнь // [Под ред. Н. А. Бердяева] София. Проблемы духовной культуры и религиозной философии : Сборник. — Берлин, 1923. — Т. 1. — С. 60—81.
- Духовная культура и её национальные вожди. Памяти князя Евгения Николаевича Трубецкого // Русская мысль. — Прага—Париж, 1923. — Вып. 1. — С. 262—274.
- Россия и латинство. Сборник статей. Берлин 1923. Стр. 219 (В рубрике «Критика и библиография») // Русская мысль. — Прага—Париж, 1923. — Вып. 3—5. — С. 402—406.
- Л. Карсавин. Диалоги. «Обелиск». Берлин 1923. Стр. 112 (В рубрике «Критика и библиография») // Русская мысль. — Прага—Париж, 1923. — Вып. 3—5. — С. 406—408.

### 1924
- Государственный смысл Белой Армии // Русская мысль. — Прага—Париж, 1923—1924. — Вып. 9—12. — С. 230—245.
- Памяти П. И. Новгородцева // Русская мысль. — Прага—Париж, 1923—1924. — Вып. 9—12. — С. 369—374.

### 1925
- Религиозный смысл философии. Три речи. 1914—1923. — Париж: YMCA-Press, <1925>. — 115 с.
- О сопротивлении злу силою. — Берлин, 1925. — 221 с. — [Частный издатель; печаталось в типографии Общества «Прессе», книжный склад «Град Китеж»]
- О приятии права // Сборник статей, посвящённый 35-летию научной деятельности Петра Бернгардовича Струве. — Прага, 1925. — С. 213—221.
- Кто мы? // Возрождение. — Париж, 1925. — 4 июня. — № 2. — С. 1.
- Идея Корнилова. Из речи, произнесённой в Праге, Берлине и Париже // Возрождение. — Париж, 1925. — 17 июня. — № 15. — С. 2.
- Самообуздание и самообладание // Возрождение. — Париж, 1925. — 20 июля. — № 48. — С. 1.
- Подвиг патриотического единения // Возрождение. — Париж, 1925. — 21 июля. — № 49. — С. 2.
- Отрицательная мечта // Возрождение. — Париж, 1925. — 29 июля. — № 57. — С. 2—3.
- О признании революции // Возрождение. — Париж, 1925. — 13 авг. — № 72. — С. 2.
- Личный опыт // Возрождение. — Париж, 1925. — 23 авг. — № 82. — С. 2.
- Пересмотр идеологии // Возрождение. — Париж, 1925. — 11 сент. — № 101. — С. 2.
- Понять — не простить // Возрождение. — Париж, 1925. — 25 сент. — № 115. — С. 2.
- Нечестивые споры // Возрождение. — Париж, 1925. — 8 окт. — № 128. — С. 2.
- (И.). Письма из Италии. Страницы борьбы (от нашего корреспондента) // Возрождение. — Париж, 1925. — 10 окт. — № 130. — С. 2.
- На кого надеяться? // Возрождение. — Париж, 1925. — 15 окт. — № 135. — С. 1.
- Зачем нам идеология? // Возрождение. — Париж, 1925. — 3 нояб. — № 154. — С. 2.
- Направо. О политических предрассудках // Возрождение. — Париж, 1925. — 24 нояб. — № 175. — С. 2—3.
- Идейные развалины // Возрождение. — Париж, 1925. — 1 дек. — С. 2.
- (Ивер). Письма о фашизме. 2. Месяц спустя // Возрождение. — Париж, 1925. — 13 дек. — № 194. — С. 2.
- (Ивер). Письма о фашизме. 3. Борьба с масонами // Возрождение. — Париж, 1925. — 20 дек. — № 201. — С. 2.
- Новые люди // Возрождение. — Париж, 1925. — 26 дек. — № 207. — С. 2.
- (Пересвет). Католик о Православии // Новое время. — Белград, 1925. — 4 марта. — № 1153. — С. 2.
- (Пересвет). Католик о Православии // Новое время. — Белград, 1925. — 5 марта. — № 1154. — С. 2.
- Идейный оползень // Новое время. — Белград, 1925. — 7 авг. — № 1281. — С. 2—3.
- Идейный оползень // Новое время. — Белград, 1925. — 8 авг. — № 1282. — С. 2.
- Идейный оползень // Новое время. — Белград, 1925. — 9 авг. — № 1283. — С. 2.
- Идейный оползень // Новое время. — Белград, 1925. — 12 авг. — № 1285. — С. 2.
- Очерки внутренней России. 1. Об оставшихся // Новое время. — Белград, 1925. — 24 окт. — № 1347. — С. 2.
- Очерки внутренней России. 1. Об оставшихся // Новое время. — Белград, 1925. — 25 окт. — № 1348. — С. 2.
- Родина // Слово. — Рига, 1925.
- Гений и раны России // Слово. — Рига, 1925. — № 37.
- Bolschewismus und der Krise des modernen Rechtsbewußtseins // Archiv für Rechts- und Wirtschaftsphilosophie. — Berlin-Grunewald, 1925—1926. — Т. XIX. — С. 26—44. — [Большевизм и кризис современного правосознания. Статья была переиздана в 2001 году в журнале-правопреемнике — Archiv für Rechts- und Sozialphilosophie — Vol. 87, Heft 1, S. 61—71. Русский перевод опубликован в Собр. соч., т. 7, с. 5—26]

### 1926
- Родина и мы. — Белград: Изд. «Общества Галлиполийцев», 1926. — 16 с.
- Белая Идея. (Вместо предисловия) // Белое Дело — «Летопись Белой Борьбы». — Берлин: К-во «Медный всадник», 1926. — Т. 1. — С. 7—15.
- Революционеры ли мы? // Возрождение. — Париж, 1926. — 2 янв. — № 214. — С. 2.
- (Ивер). Письма о фашизме. 4. Биография Муссолини // Возрождение. — Париж, 1926. — 10 янв. — № 222. — С. 3.
- (Ивер). Письма о фашизме. 5. Личность Муссолини // Возрождение. — Париж, 1926. — 17 янв. — № 229. — С. 2.
- (Помещик). Смотреть вперёд и созидать новое! (Отрывок из частного письма) // Возрождение. — Париж, 1926. — 26 янв. — № 238. — С. 2—3.
- Дух преступления // Возрождение. — Париж, 1926. — 5 февр. — № 248. — С. 2—3.
- ( Юстус). Зловещее // Возрождение. — Париж, 1926. — 11 февр. — № 254. — С. 2.
- Молчание и болтовня // Возрождение. — Париж, 1926. — 19 февр. — № 262. — С. 2—3.
- Черносотенство — проклятие и гибель России // Слово. — Рига, 1926. — 1 марта. — № 88.
- Черносотенство — проклятие и гибель России // Слово. — Рига, 1926. — 2 марта. — № 89.
- Черносотенство — проклятие и гибель России // Слово. — Рига, 1926. — 3 марта. — № 90.
- (Ивер). Письма о фашизме. 6. Проблема Тироля // Возрождение. — Париж, 1926. — 5 марта. — № 276. — С. 2.
- Письмо в Редакцию // Возрождение. — Париж, 1926. — 6 марта. — № 277. — С. 4.
- (Ивер). Письма о фашизме. 7. Одна из опасностей // Возрождение. — Париж, 1926. — 8 марта. — № 279. — С. 2.
- (Ивер). Письма о фашизме. 8. Муссолини социалист // Возрождение. — Париж, 1926. — 16 марта. — № 287. — С. 2.
- О свободе // Возрождение. — Париж, 1926. — 20 марта. — № 291. — С. 2—3.
- Речь И. А. Ильина // Возрождение. — Париж, 1926. — 10 апр. — № 312. — С. 1. — [На Российском Зарубежном съезде]
- Зарубежный Съезд. Тезисы // Новое время. — Белград, 1926. – 14 апр. — № 1488. — С. 2. — [Почти полностью напечатана речь И. А. Ильина на Российском Зарубежном съезде]
- Приветствие Великому Князю // Возрождение. — Париж, 1926. — 21 апр. — № 323. — С. 1. — [Николаю Николаевичу от 96 членов Зарубежного Съезда подписали А. О. Гусаков, И. А. Ильин, Н. К. Кульман]
- Республика — монархия // Возрождение. — Париж, 1926. — 9 мая. — № 341. — С. 2.
- Идеология и борьба // Возрождение. — Париж, 1926. — 15 мая. — № 347. — С. 2.
- О покорности. Н. Н. Львову // Возрождение. — Париж, 1926. — 19 мая. — № 351. — С. 2—3.
- О России // Перезвоны. — Рига, 1926. — 26 мая/8 июня. — № 20. — С. 599—605.
- Родина и гений // Перезвоны. — Рига, 1926. — 26 мая/8 июня. — № 22. — С. 683—688.
- Приветствия «Возрождению» От берлинских сотрудников // Возрождение. — Париж, 1926. — 6 июня. — № 369. — С. 2. — [Подписали А. Бунге, В. Гефдинг, И. Ильин, Н. Нордман]
- (Ивер). Письма о фашизме. 9. Вопрос качества // Возрождение. — Париж, 1926. — 12 июня. — № 375. — С. 2.
- Перевёрнутая страница // Возрождение. — Париж, 1926. — 23 июля. — № 416. — С. 2—3.
- Борьба за армию // Возрождение. — Париж, 1926. — 30 июля. — № 423. — С. 2—3.
- Кто совершил? // Новое время. — Белград, 1926. – 5 авг. — № 1578. — С. 2—3. — [На смерть Дзержинского]
- О воле и грозной любви // Возрождение. — Париж, 1926. — 6 авг. — № 430. — С. 2.
- Об искоренении либералов. Диалог // Возрождение. — Париж, 1926. — 3 сент. — № 458. — С. 2—3.
- Гибель от зависти // Возрождение. — Париж, 1926. — 19 сент. — № 474. — С. 2—3.
- (Ослябя). Они нас обличают // Новое время. — Белград, 1926. – 24 сент. — № 1621. — С. 2—3.
- (Ослябя). Они нас обличают // Новое время. — Белград, 1926. – 26 сент. — № 1623. — С. 2—3.
- Государственное дело Столыпина // Возрождение. — Париж, 1926. — 26 сент. — № 481. — С. 2—3.
- Обречённость зависти // Возрождение. — Париж, 1926. — 2 окт. — № 487. — С. 2.
- Преодоление зависти // Возрождение. — Париж, 1926. — 16 окт. — № 501. — С. 2—3.
- Кошмар Н. А. Бердяева. Необходимая оборона // Возрождение. — Париж, 1926. — 29 окт. — № 514. — С. 2—3.
- О сопротивлении злу. (Открытое письмо В. Х. Даватцу) // Новое время. — Белград, 1926. – 12 нояб. — № 1663. — С. 2—3.
- О сопротивлении злу. (Открытое письмо В. Х. Даватцу) // Новое время. — Белград, 1926. – 13 нояб. — № 1664. — С. 2—3.
- О сопротивлении злу. (Открытое письмо В. Х. Даватцу) // Новое время. — Белград, 1926. – 14 нояб. — № 1665. — С. 2—3.
- Яд предрассудков // Возрождение. — Париж, 1926. — 23 нояб. — № 539. — С. 2—3.
- Выгнал… всех… рассыпал… опрокинул… // Слово. — Рига, 1926. — № 66—67.
- Кто совершил? // Слово. — Рига, 1926. — № 234.
- Rechtsordnung und Rechtsbewußtsein im gegenwärtigen Rußland // Schriftenreihe «Auslandsstudien», Band 2: Rußland, hrsg. von Arbeitsausschuß zur Förderung des Auslandsstudium an der Albertus-Universität zu Königsberg i. Pr.. — Königsberg i. Pr.: Gräfe und Unzer Verlag, 1926. — С. 75—108. — [Правопорядок и правосознание в современной России. Доклад в Кёнигсбергском университете в январе 1926 года, по-русски не публиковалось]
- «Was dem modernen Menschen fehlt…» // Münchner Neueste Nachrichten. — München, 25.07.1926. — № 204. — S. X. — [«Чего не хватает современному человеку»]
- Das kommende Rußland: Zusammenarbeit mit Deutschland — Der große Klärungsprozeß // Münchner Neueste Nachrichten. — München, 07.12.1926. — № 338. — С. 5. — [Грядущая Россия: Совместная работа с Германией — длинный процесс просвещения. По-русски не публиковалось]

### 1927
- О путях России // Перезвоны. — Рига, 1927. — № 32. — С. 1010—1013.
- Самобытность или оригинальничание? // Русская мысль. — Париж, 1927. — Вып. 1. — С. 24—30.
- (Редакция). Русский Колокол // Русский Колокол. Журнал Волевой идеи. — Берлин: Редактор-Издатель Профессор И. А. Ильин, 1927. — № 1. — С. 1.
- (Редактор). «Русский Колокол» // Русский Колокол. — Берлин, 1927. — № 1. — С. 3—10.
- О священном // Русский Колокол. — Берлин, 1927. — № 1. — С. 11—17.
- Наша государственная задача // Русский Колокол. — Берлин, 1927. — № 1. — С. 32—40.
- (Старый Политик). О политической работе. (Посвящается русской национальной молодёжи). // Русский Колокол. — Берлин, 1927. — № 1. — С. 54—62.
- (Б/п). От Редакции // Русский Колокол. — Берлин, 1927. — № 1. — С. 63.
- II. Русская территория (1914—1927). // Русский Колокол. — Берлин, 1927. — № 1. — С. 70—73. — [Совместно с А. Бунге]
- III. Население России (1897—1914—1927) // Русский Колокол. — Берлин, 1927. — № 1. — С. 73—78. — [Совместно с А. Бунге]
- (Старый Политик). IV. Как хранить тайну. (Правила и советы) // Русский Колокол. — Берлин, 1927. — № 1. — С. 78—80.
- V. Девизы белого движения // Русский Колокол. — Берлин, 1927. — № 1. — С. 80—81.
- (Б/п). От Редакции // Русский Колокол. — Берлин, 1927. — № 2. — С. 1.
- (Редактор). О русской интеллигенции // Русский Колокол. — Берлин, 1927. — № 2. — С. 3—11.
- Кризис современного искусства // Русский Колокол. — Берлин, 1927. — № 2. — С. 18—27.
- Вы наши братья! (Открытое письмо к оставшимся русским патриотам) // Русский Колокол. — Берлин, 1927. — № 2. — С. 28—34.
- (Православный). Православие и государственность // Русский Колокол. — Берлин, 1927. — № 2. — С. 44—49.
- (Редакция). 1. Историческое бремя России. // Русский Колокол. — Берлин, 1927. — № 2. — С. 70—78.
- III. О признании советской власти. (Правила и советы) // Русский Колокол. — Берлин, 1927. — № 2. — С. 78—83.
- (Б/п). IV. О сопротивлении злу силою. (Для памяти) // Русский Колокол. — Берлин, 1927. — № 2. — С. 84—85.
- О русских радикалах // Возрождение. — Париж, 1927. — 8 янв. — № 585. — С. 2—3.
- О Божественном Провидении. Новогодние размышления // Возрождение. — Париж, 1927. — 14 янв. — № 591. — С. 2.
- Памфлет русского о России. Проф. C. К. Гогель. Причины русской революции 1917 г. // Возрождение. — Париж, 1927. — 30 янв. — № 607. — С. 3—4.
- Гибель от невежества // Возрождение. — Париж, 1927. — 17 февр. — № 625. — С. 3—4.
- Против проф. C. К. Гогеля // Возрождение. — Париж, 1927. — 25 марта. — № 661. — С. 2. — [Совместно с А. Давыдовым. В. Тубенталем, Ф. Шлиппе, А. Бунге, В. Гефдингом]
- О рыцарстве. Посвящено Петру Николаевичу Врангелю // Возрождение. — Париж, 1927. — 8 апр. — № 675. — С. 2.
- О равенстве // Возрождение. — Париж, 1927. – 4 мая. — № 701. — С. 2—3.
- Право на глупость // Возрождение. — Париж, 1927. — 8 июня. — № 736. — С. 2.
- Нам надо готовиться // Галлиполиец. — Белград, 1927. — 9 нояб. — № 1. — С. 1.
- О политической клевете // Новое время. — Белград, 1927. — 29 апр. — № 1797. — С. 2.
- О политической клевете // Новое время. — Белград, 1927. — 1 мая. — № 1799. — С. 2.
- (Ивер). Проклятие // Россия. — Париж, 1927. — 5 нояб. — № 11. — С. 2.
- Гибель от невежества. К лекциям проф. А. Кизеветтера // Слово. — Рига, 1927. — № 429.
- О рыцарстве // Слово. — Рига, 1927. — № 491.
- Der Neid als Weltgefahr // Basler Nachrichten. — Basel, 1927. — 4—5.06. — № 125. — [Зависть как угроза миру]

### 1928
- Мысли современников о революции // Белый Архив. — Париж, 1928. — С. 248. — [И. А. Ильин о В. Чернове]
- (Редактор). Победит правое дело // Русский Колокол. — Берлин, 1928. — № 3. — С. 3—7.
- Будущее русского крестьянства // Русский Колокол. — Берлин, 1928. — № 3. — С. 14—21.
- О русском фашизме // Русский Колокол. — Берлин, 1928. — № 3. — С. 54—64.
- III. Яд партийности // Русский Колокол. — Берлин, 1928. — № 3. — С. 78—81.
- (Старый Политик). IV. О политической провокации // Русский Колокол. — Берлин, 1928. — № 3. — С. 81—82.
- (Б/п). V. О борьбе и смерти. (Для памяти) // Русский Колокол. — Берлин, 1928. — № 3. — С. 83—84.
- (Б/п). От Редакции // Русский Колокол. — Берлин, 1928. — № 4.
- (Редактор). Спасение в качестве // Русский Колокол. — Берлин, 1928. — № 4. — С. 3—7.
- О власти и смерти // Русский Колокол. — Берлин год=1928. — № 4. — С. 19—25.
- (Странник). Коммунистический заговор тысяча лет тому назад // Русский Колокол. — Берлин, 1928. — № 4. — С. 48—56.
- (Старый Политик). Уроки революции // Русский Колокол. — Берлин, 1928. — № 4. — С. 57—62.
- (Редакция). 1. Силы мировой революции. 1. Европейский пролетариат // Русский Колокол. — Берлин, 1928. — № 4. — С. 63—67.
- (Старый Политик). IV. Тюремное заключение. (Исторические материалы) // Русский Колокол. — Берлин, 1928. — № 4. — С. 76—80.
- (Б/п). V. Революция и выход из неё. (Для памяти) // Русский Колокол. — Берлин, 1928. — № 4. — С. 80—83.
- (Редакция). VI. Ответы Редакции // Русский Колокол. — Берлин, 1928. — № 4. — С. 83—84.
- (Редактор). О Герое. Светлой героической памяти Петра Николаевича Врангеля // Русский Колокол. — Берлин, 1928. — № 5. — С. 3—7.
- Идея обновления разума // Русский Колокол. — Берлин, 1928. — № 5. — С. 18—26.
- (Старый Политик). 1. Русская организационная способность // Русский Колокол. — Берлин, 1928. — № 5. — С. 53—57.
- (Редакция). VI. Борьба с денационализацией // Русский Колокол. — Берлин, 1928. — № 5. — С. 72—77.
- (Б/п). Живые слова Петра Великого. (Для памяти) // Русский Колокол. — Берлин, 1928. — № 5. — С. 77—80.
- (Редактор). О рыцарском духе // Русский Колокол. — Берлин, 1928. — № 6. — С. 3—7.
- О приятии мира // Русский Колокол. — Берлин, 1928. — № 6. — С. 13—21.
- (Старый Политик). III. Как распознать людей. (Советы организаторам) // Русский Колокол. — Берлин, 1928. — № 6. — С. 68—73.
- (Б/п). IV. О силе характера. (Для памяти) // Русский Колокол. — Берлин, 1928. — № 6. — С. 73—74.
- О власти и смерти // Наш Путь. — Тяньдзин, 1928. — 30 мая. — № 123. — С. 2.
- Памяти героя. (Речь, произнесённая 22 мая 1928 года в Берлине на чествовании памяти П. Н. Врангеля) // Новое время. — Белград, 1928. — 12 июня. — № 2131. — С. 2—3.
- Русскому Рыцарю. Венок на могилу Петра Николаевича Врангеля // Россия. — 1928. — 5 мая. — № 35. — С. 2.
- Все за каждого // Русский инвалид. — Париж, 1928. — 9—22 мая. — № 4. — С. 2.
- О гражданском мужестве // Слово. — Рига, 1928. — № 729.
- Die Enteignung in Rußland und ihre Bedeutung für die Welt // Schriften des Zentralverbandes Deutscher Haus- und Grundbezitzervereine e. V.. — Berlin, 1928. — Heft 5. — S. 7—18. — [Экспроприация в России и его мировое значение. Русский перевод опубликован как «Отчуждение собственности в России и его мировое значение» в Собрании сочинений, том «Статьи, лекции, выступления, рецензии (1906—1954)», С. 334—350.]
- Das neue nationale Rußland // Der Nahe Osten. — Berlin, 1928. — 15.03. — Heft 6. — S. 69—72. — [Новая национальная Россия. По-русски не публиковалось.]
- Wie die dritte Internationale arbeitet // Tag. — Berlin, 1928. — 24.04. — № 98. — S. 12. — [Как работает третий Интернационал]
- General Peter von Wrangell. Seinem Gedenken // Münchner Neueste Nachrichten. — München, 1928. — 02.05. — № 120. — [Памяти генерала Петра фон Врангеля]
- Weltkrise der Eigentumsbewußtsein // Deutsche Bergwerkszeitung: Industrie- und Handelsblatt. — Düsseldorf, 1928. — 14.08. — [Мировой кризис сознания собственности. По-русски не публиковалось.]

### 1929
- (Редактор). Россия зовёт // Русский Колокол. — Берлин, 1929. — № 7. — С. 3—6.
- Музыка Метнера // Русский Колокол. — Берлин, 1929. — № 7. — С. 11—23.
- (Старый Политик). III. Эволюционируют ли коммунисты? // Русский Колокол. — Берлин, 1929. — № 7. — С. 61—63.
- (Редактор). Единение и разброд // Русский Колокол. — Берлин, 1929. — № 8. — С. 3—6.
- О частной собственности // Русский Колокол. — Берлин, 1929. — № 8. — С. 14—21.
- (Странник). Исполнение повседневного долга // Русский Колокол. — Берлин, 1929. — № 8. — С. 30—35.
- (Редакция). II. Что дала революция русскому крестьянину? // Русский Колокол. — Берлин, 1929. — № 8. — С. 45—51.
- (Старый Политик). IV. О непредрешении // Русский Колокол. — Берлин, 1929. — № 8. — С. 54—57.
- V. Отцы и дети в политике // Русский Колокол. — Берлин, 1929. — № 8. — С. 58—61.
- (Б./п.). VI. Живые слова Фридриха Великого: Наставления государям // Русский Колокол. — Берлин, 1929. — № 8. — С. . 61—63.
- О деловом объединении // Россия и славянство. — Париж, 1929. — 29 июля.. — № 31. — С. 2.
- Замок Зеон (Светлой памяти герцога Георгия Николаевича Лихтенбергского. Стихотворение) // Россия и славянство. — Париж, 1929. — 31 авг.. — № 40. — С. 2.
- Дар повиновения // Русский инвалид. — Париж, 1929. — 9—22 мая. — № 5. — С. 8.
- Kommunismus oder Privateigentum? Eine Problemstellung // Schriften des Zentralverbandes  Deutscher Haus- und Grundbezitzervereine e. V. — Berlin: Verlagsanstalt des deutschen Hausbesitzes G.m.b.H., 1929. — Heft 2. — 62 S. — [Коммунизм или частная собственность? Постановка проблемы]. Русский перевод опубликован в Собр. соч., Т. 7, С. 27—84.
- Die Enteignung in Rußland und der Kampf um das Privateigentum // Schriften des Haus- und Grundbesitzervereins e. V. — Düsseldorf: <Fritz>, 1929. — 24 S. — [Экспроприация в России и борьба за частную собственность]. Доклад в «Städtlichen Tonhalle» zu Düsseldorf 23.01.1929, по-русски не публиковалось.
- Der Mittelstand und seine Aufgaben:  Analytische Skizzen von Prof. Dr. Iljin // Sonderdruck aus «Der Tag». — <Berlin>, 1929. — Ende Mai. — 11 S. — [Средний класс и его задачи: Аналитические заметки проф. д-ра Ильина]. Опубликованные как отдельный оттиск статьи в газете Tag, Berlin, 1929.
- Der Mittelstand // Tag. — Berlin, 24.03.1929. — № 72. — S. 1—2. — [Средний класс].
- Die Sozialisierung // Tag. — Berlin, 28.03.1929. — № 75. — S. 1—2. — [Социализация]
- Privateigentum // Tag. — Berlin, 09.04.1929. — № 85. — S. 1—2. — [Частная собственность]
- Enteignung // Tag. — Berlin, 16.04.1929. — № 91. — S. 1—2. — [Экспроприация]
- Kraftersparnis // Tag. — Berlin, 27.04.1929. — № 101. — S. 1—2. — [Экономия сил]
- Die Befreiung // Tag. — Berlin, 07.05.1929. — № 108. — S. 1—2. — [Освобождение]
- Sozial oder sozialistisch? // Tag. — Berlin, 14.05.1929. — № 114. — S. 1—2. — [Социально или социалистически?]

## 1930-е

### 1930
- Русская Академическая традиция // Россия и славянство. — Париж, 1930. — 25 янв. — № 61. — С. 3.
- Die Zermürbung des Familienlebens im Sowjetstaate // Das Notbuch der russischen Christenheit. — Berlin: Eckart-Verlag, 1930. — S. 167—191. — [Второе, дополненное и переработанное издание — 1930, S. 164—188. Разрушение семейной жизни в советском государстве. Русский перевод с 1-го издания опубликован как «Разрушение семьи в советском государстве» в Собр. соч., Т. 7, С. 85—115]
- Die Zermürbung des Familienlebens im Sowjetstaate, überarbeitete und vermehrte Auflage // Das Notbuch der russischen Christenheit. — Berlin: Eckart-Verlag, 1930. — S. 164—188. — [Разрушение семейной жизни в советском государстве]. Второе, переработанное и расширенное издание предыдущего сборника.
- Stalin im Angriff // Tag. — Berlin, 07.02.1930. — № 33, S. 1—2. — [Сталин нападает]
- Die Kommunisten und die Krise der Demokraten // Tag. — Berlin, 02.03.1930. — № 53, S. 1—2. — [Коммунисты и кризис демократов]
- Kommunismus gegen Religion // Tag. — Berlin, 26.04.1930. — № 100. — S. 1—2. — [Коммунизм против религии]
- Die Entehrung // Tag. — Berlin, 24.05.1930. — № 123. — S. 1—2. — [Бесчестие]
- Der Kampf um die Familie // Tag. — Berlin, 05.08.1930. — № 185. — S. 1—2. — [Борьба за семью]
- Der geknechtete Arbeiterstand // Tag. — Berlin, 23.08.1930. — № 201. — S. 1—2. — [Закабалённый рабочий класс]
- Der enteignete Bauer // Tag. — Berlin, 27.08.1930. — № 204. — S. 1—2. — [Экспроприированный крестьянин]
- Der beglückte Mieter // Tag. — Berlin, 30.10.1930. — № 259. — S. 1—2. — [Осчастливленный квартиросъёмщик]
- Die Leiden des russischen Bauern: Vortrag des ehemaligen russischen Professors Dr. Iljin auf der Vertreterversammlung des Brandenburgischen Jung-Landbundes am 22. Januar 1930 // Brandenburgische Landbund: Wochenzeitung. — Berlin, 01.02.1930. — № 4. — S. 1—2. — [Страдания русского крестьянина: доклад бывшего русского профессора д-ра Ильина на собрании представителей молодёжного аграрного союза провинции Бранденбург. По-русски не публиковалось.]
- Die Zermürbung der Familie im Sowjetstaate // Darmstädter Tagblatt. — Darmstadt, 23.04.1930. — [Разрушение семьи в советском государстве. По-русски не публиковалось.]
- Непобедивший герой. (Речь, произнесённая в Берлине в 1930 году на торжественном собрании памяти адмирала Александра Васильевича Колчака) // Русский Колокол. — Берлин, 1930. — № 9. — С. 3—7.
- Идея национальной науки. (Речь, произнесённая 12 января 1930 года в Берлине на собрании в честь 175-летия годовщины со дня основания Московского университета) // Русский Колокол. — Берлин, 1930. — № 9. — С. 12—20.
- (Редактор). Кто правит в России? // Русский Колокол. — Берлин, 1930. — № 9. — С. 55—60.

### 1931
- О русском зарубежном активизме, 1931
- Welt dem Abgrund. Politik, Wirtschaft und Kultur im kommunistischen Staate, Nachauthentischen Quellen Ein Sammelwerk, bearbeitet und herausgegeben von Univ.-Prof. Dr. Iwan Iljin, fruher Moskau. — Berlin-Steglitz: Echart-Verlag, 1931. — 576 с. — [Мир перед пропастью. Политика, экономика и культура в коммунистическом государстве]
- Яд большевизма. — Женева: «Борьба за культуру», 1931. — 48 с.
- Wider die Gottlosigkeit: Die Christenverfolgung im Sowietstaate. Der Sinn der Gottlosigkeit. Der Bund von Gottlosen / Die Notreihe. Fortlaufende Abhandlungen über Wesen und Wirken des Bolschewismus. — Berlin: Eckart-Verlag, 1931. — 39 с. — [Против безбожия: Преследование христиан в советском государстве. Смысл безбожия. Союз безбожников. В 1931—1934 годах было 5 изданий, причём последнее вышло в издательстве Антикоминтерна — «Nibelungen-Verlag». Французский перевод: La Lutte du pouvoir soviétique contre la religion, èd. Conceil Paroissial Ortodoxe Russe en Suisse, Trad. de l’allemand par le prof. G. G. <Albi>, Genève: <Travailleurs intellectuels>, 1931, 46 S. Русский перевод с 1-го издания опубликован в Собр. соч., Т. 7, С. 223—268.]
- Einleitung (S. 8—11); Die Ziele und die Hoffnungen (S. 15—34); Arbeitsmethoden (S. 35—53); Das System des Terrors (S. 99—118); Kommunismus als Beamtenherrschaft (S. 119—142); Schicksal der russischen Bauern (S. 183—218); Lage der Arbeiter (S. 371—400); Nachwort (S. 567—568) // Welt vor dem Abgrund. Politik, Wirtschaft und Kultur im kommunistischen Staate. Nach authentischen Quellen. Ein Sammelwerk, bearbeitet und herausgegeben von Universitätsprofessor Dr. Iwan Iljin. — Berlin: Eckart-Verlag, 1931. — [Введение. Цели и надежды. Методы работы. Система террора. Коммунизм как господство чиновников. Судьба русского крестьянина. Положение рабочих. Послесловие, в кн.: Мир перед пропастью. Политика, хозяйство и культура в коммунистическом государстве по аутентичным источникам. Сборник под ред. университетского профессора д-ра И. А. Ильина].
- О новой России и новых идеях // Возрождение. — Париж, 1931. — 20 мая. — № 2178. — С. 2—3.
- Кризис социализма. 1. Разочарование // Возрождение. — Париж, 1931. — 4 июня. — № 2193. — С. 2.
- Was ist Kulturbolschewismus // Tag. — Berlin, 26.06.1931. — № 152. — S. 1—2. — [Что такое культурное большевизанство].
- Кризис социализма. 2. Против природы // Возрождение. — Париж, 1931. — 3 июля. — № 2222. — С. 2.
- Rezension  zur Jubiläumsausgabe der «Sämtlichen Werke» von G. W. Fr. Hegel durch H<ans> Glockner (Stuttgart 1927/1930) // Deutsche Literaturzeitung. Wochenschrift für Kritik der internationalen Wissenschaft. Dritte Folge. — Berlin, 12.07.1931. — Heft 28. — S. 1302—1307. — [Рецензия на юбилейное издание «Полного собрания сочинений» Гегеля Хансом Глокнером (Штутгарт, 1927/1930)]. По-русски не публиковалось.
- Die Verbreitung der Seuche // Tag. — Berlin, 21.07.1931. — № 173. — S. 1—2. — [Распространение заразы].
- Кризис социализма. 3. Террор // Возрождение. — Париж, 1931. — 23 июля. — № 2242. — С. 2, 5.
- Кризис социализма. 4. Растрата сил // Возрождение. — Париж, 1931. — 12 авг.. — № 2262. — С. 2—3.
- Мы не предрешаем // Возрождение. — Париж, 1931. — 25 авг.. — № 2275. — С. 2.
- Die Ursache des Übels // Tag. — Berlin, 16.09.1931. — № 222. — S. 1—2. — [Причины зла]
- Кризис социализма. 5. Справедливость и равенство // Возрождение. — Париж, 1931. — 19 сент.. — № 2300. — С. 2.
- Кризис социализма. 6. Свобода // Возрождение. — Париж, 1931. — 26 сент.. — № 2307. — С. 2.
- Кризис социализма. 7. Заключение. Выводы // Возрождение. — Париж, 1931. — 23 окт.. — № 2334. — С. 2.
- Система растления. I // Возрождение. — Париж, 1931. — 20 нояб.. — № 2362. — С. 2.
- Система растления. II // Возрождение. — Париж, 1931. — 26 нояб.. — № 2368. — С. 2, 5.
- О наших задачах // Наша газета. — Рига, 1931. — № 8, 9.

### 1932
- Gift. Geist und Wesen des Bolschewismus. — Die Notreihe. Fortlaufende Abhandlungen über Wesen und Wirken des Bolschewismus. — Berlin: Eckart-Verlag, 1932. — Heft 9. — 45 S. — [Яд. Дух и сущность большевизма]. Немецкий вариант книги «Яд большевизма» (Genève, 1931). В 1932—1934 годах было 5 изданий, причём 4-е и 5-е вышли в издательстве Антикоминтерна — «Nibelungen-Verlag». Шведский перевод: Gift. Bolsjevismens anda och väsen / Övers. av G. Nordstrand. — Stockholm: Svea Rikes Förlag, 1933. — 70 S. Русский перевод с 1-го издания опубликован в Собр. соч., Т. 7, С. 141—188.
- Die Entstehung des Bolschewismus aus der geistigen Krise der Gegenwart / Entfesselung der Unterwelt. Ein Querschnitt durch die Bolschewisierung Deutschlands, von Dr. Adolf Ehrt und Dr. Julius Schweickert. — Berlin—Leipzig: Eckart-Verlag, 1932. — С. 295—315. — 320 с. — [2. überarb. Aufl., 1933, 326 S. (S. 299—321). Возникновение большевизма из духовного кризиса современности, в: Разверзание преисподней. Поперечный разрез большевизации Германии. Ильин выступил здесь под псевдонимом «Юлиус Швейкерт». Русский перевод с 1-го издания опубликован в Собр. соч., Т. 7, С. 116—141. Книга, написанная совместно с другим автором. Ильину принадлежит меньшая, вторая часть «Возникновение большевизма из духовного кризиса современности» и заключение. Однако вклад его куда больший: ему принадлежит замысел книги и её редактирование. Книга была иллюстрирована рисунками, схемами и фотографиями]
- Берегите семью // Новый путь. — Женева, 1932. — № 10.
- О музыке Метнера // Возрождение. — Париж, 1932. — 2 марта. — № 2465. — С. 3.
- Единый фронт // Возрождение. — Париж, 1932. — 25 марта. — № 2488. — С. 2.
- Твёрдость разума // Возрождение. — Париж, 1932. — 29 апр. — № 2514. — С. 2.
- Смысл бытия // Возрождение. — Париж, 1932. — 2 июня. — № 2557. — С. 2.
- Кризис демократии. 1. Отбор лучших // Возрождение. — Париж, 1932. — 13 сент. — № 2660. — С. 2, 5.
- Что такое искусство? // Возрождение. — Париж, 1932. — 1 окт. — № 2678. — С. 2, 5.
- Кризис демократии. 2. Сущность современного кризиса // Возрождение. — Париж, 1932. — 21 нояб. — № 2698. — С. 2, 5.
- Кризис демократии. 3. Голосование // Возрождение. — Париж, 1932. — 12 нояб. — № 2720. — С. 2, 5.
- Что такое художественность? // Возрождение. — Париж, 1932. — 3 дек. — № 2741. — С. 2, 5.
- О демократии. В порядке полемики // Возрождение. — Париж, 1932. — 23 дек. — № 2761. — С. 2.
- О младороссах // Новое русское слово. — Нью-Йорк, 1932. — 17 апр. — С. 2, 8.
- О младороссах // Россия и славянство. — Париж, 1932. — 26 марта. — № 174. — С. 2—3.
- Откуда соблазны? // Русский голос. — Белград, 1932. — 5 июня. — № 61. — С. 2—3.
- Откуда соблазны? // Русский голос. — Белград, 1932. — 12 июня. — № 62. — С. 2—3.
- Prophet der Krise: Ein Vorwort zu Schmeljows Novelle // Eckart Blätter für evangelische Geisteskultur. — Berlin, 1932. — Heft 6 (Juni). — S. 303—304. — [Провозвестник кризиса: предисловие к повести Шмелёва. Затем как «Введение» к книжному изданию перевода шмелёвской повести «На пеньках» — Einleitung / Schmeljov, Iwan. Der Bericht eines ehemaligen Menschen, übers. Dr. Arthur Luther. — Berlin: Eckart-Verlag, 1932. —S. 5—9. По-русски не публиковалось.]
- Richtlinien des Komintern zur Bolschewisierung Deutschlands // BA, Rep. 58 «RSHA», Nr. 3199, fol. 23—155; PA AA, Nr. R31759 «Akten betreffend Bolschewismus, Kommunismus, usw. Bd. 44», fol. E501226—E501358. — [Основные направления Коминтерна по большевизации Германии. Аналитическая машинописная работа, скомпилированная Ильиным из советских источников (С. 1—117) в марте 1932 года и направленная в германский МВД. Была дополнена в марте 1933 года для германского МИДа (С. 118—132).]
- Bolschewismus als Psychose // Tag. — Berlin, 17.01.1932. — № 15. — S. 1—2. — [Большевизм как психоз].
- Politik der Leidenschaft // Tag. — Berlin, 29.12.1932. — № 312. — S. 1—2. — [Политика пристрастий].
- Wie lebt der Bauer in der Sowjetunion? // Brandenburgische Landbund: Wochenzeitung, Organ des Brandenburgischen Landbundes mit 120 000 Mitgliedern. — Berlin, 04.03.1932. — № 12. — S. 1—2. — [Как живёт крестьянин в Советском Союзе?. По-русски не публиковалось.]
- Das wahre Bild des Sowjetstaates // Berliner Börsen-Zeitung: Tageszeitung für nationale Politik, Wirtschaft, Kultur mit Berliner Börsen-Courier. — Berlin, 06.03.1932. — № 111. — Literaturbeilage. — Nr. 10. — S. 1. — [Истинная картина советского государства. По-русски не публиковалось.]
- Kulturbolschewismus // Das evangelische Deutschland: Kirchliche Rundschau. — Berlin-Steglitz, 06.03.1932. — № 10. — S. 75—76. — [Культурное большевизанство. По-русски не публиковалось.]

### 1933
- Предисловие к сборнику рассказов И. C. Шмелева «На пеньках» (нем.) II // Schmelyov. An den Baumstumpfen. — Berlin-Steglitz: Eckart-Verlag, 1933. — С. 1.
- Искусство и вкус толпы // Возрождение. — Париж, 1933. — 3 янв. — № 2772. — С. 2.
- Krise des Sozialismus.I // Deutschlands Erneuerung. — München, 1933. — Heft 1 (Januar). — S. 20—27. — [Кризис социализма. I. По-русски не публиковалось.]
- Krise des Sozialismus.II // Deutschlands Erneuerung. — München, 1933. — Heft 2 (Februar). — S. 65—71. — [Кризис социализма. II. По-русски не публиковалось.]
- Талант и творческое созерцание. Посвящается молодым русским поэтам. I. Талант // Возрождение. — Париж, 1933. — 6 февр. — № 2807. — С. 2.
- Талант и творческое созерцание. Посвящается молодым русским поэтам. II. Творческое созерцание // Возрождение. — Париж, 1933. — 16 февр. — № 2816. — С. 2.
- Кризис демократии. Всё через народ // Возрождение. — Париж, 1933. — 16 февр. — № 2787. — С. 2—3.
- О духовной слепоте // Возрождение. — Париж, 1933. — 19 февр. — № 2819. — С. 1.
- Krise des Sozialismus.III // Deutschlands Erneuerung. — München, 1933. — Heft 3 (März). — S. 141—147. — [Кризис социализма. III. По-русски не публиковалось.]
- Кризис демократии. Всё для народа // Возрождение. — Париж, 1933. — 13 марта. — № 2841. — С. 2.
- Смута продолжается // Возрождение. — Париж, 1933. — 25 марта. — № 2853. — С. 2, 5.
- Самостояние // Возрождение. — Париж, 1933. — 30 марта. — № 2858. — С. 1.
- Neuer Kampf und Neues Werk // Liga Heft: Organ der Liga zur Abwehr des Bolschewismus e.V. — Berlin: Liga-Verlag, 1933. — 1. April. — Sonder-Nr. — S. 14—15. — [Новая борьба и новый труд. По-русски не публиковалось.]
- Уроки революции // Возрождение. — Париж, 1933. — 18 апр. — № 2877. — С. 2, 5.
- Суровая школа // Возрождение. — Париж, 1933. — 23 апр. — № 2882. — С. 1.
- Одинокий художник // Возрождение. — Париж, 1933. — 2 мая. — № 2891. — С. 2.
- Не уходите! Усталым и изнемогающим // Возрождение. — Париж, 1933. — 8 мая. — № 2897. — С. 1.
- Уроки революции // Хун-Гао. — Харбин, 1933. — 11 мая. — № 1980. — С. 2.
- Национал-социализм. 1. Новый дух // Возрождение. — Париж, 1933. — 17 мая. — № 2906. — С. 2—3.
- Одинокий художник // Хун-Гао. — Харбин, 1933. — 24 мая. — С. 2.
- О провокации // Возрождение. — Париж, 1933. — 17 июня. — № 2937. — С. 1.
- Prospekt eines Kollegs über «Die Irrlehre des modernen Kommunismus, ihr Ursprung und ihre Ueberwindung» // GStA PK, I HA, Rep. 76Vc «Preußischen Ministerium für Wissenschaft, Kunst und Volksbildung», Sekt. 2, Tit. XXIII, Lit. A, Nr. 134 «Das Russische Wissenschaftliche Institut in Berlin», fol. 238—240. — [Проспект семинара «Ошибочная доктрина современного коммунизма, её происхождение и её преодоление». Трёхстраничный машинописный проспект, подготовлен в конце июня — начале июля 1933 года, направлен в Прусское министерство по науке, искусству и народному образованию.]
- Две родины // Возрождение. — Париж, 1933. — 1 июля. — № 2951. — С. 2.
- Искусство Шмелёва // Возрождение. — Париж, 1933. — 28 июля. — № 2978. — С. 2, 4.
- Erwartung und Läuterung. Zur russischen Emigration // Eckart Blätter für evangelische Geisteskultur. — Berlin, 1933. — Heft 7/8 (Juli/August). — S. 355—358. — [Ожидание и очищение]
- Die Hungernot in Sowjetrußland als Folge der kommunistischen Landwirtschaftspolitik // GStA PK, I HA, Rep. 76Vc «Preußischen Ministerium für Wissenschaft, Kunst und Volksbildung», Sekt. 2, Tit. XXIII, Lit. A, Nr. 134 «Das Russische Wissenschaftliche Institut in Berlin», fol. 316—362; PA AA, Nr. R31836 «Das Russische Wissenschaftliche Institut in Berlin». — [Голодомор в Советской России как следствие коммунистической аграрной политики. 45-страничная машинописная аналитическая работа, написана к концу июля 1933 года, направлена в Прусское министерство по науке, искусству и народному образованию и в германский МИД.]
- Творчество Шмелёва // Возрождение. — Париж, 1933. — 4 авг.. — № 2985. — С. 2, 4.
- Духовный смысл нашего дела // Новый путь. — Женева, 1933. — № 11.

### 1934
- О России. Три речи. 1926—1933. — София: «За Россию», 1934. — 32 с.
- Речь проф. И. А. Ильина // Светлой памяти короля Витязя Александра I Объединителя. — Белград, 1934. — Окт. —нояб. — С. 15—21.
- Татьянин день // Возрождение. — Париж, 1934. — 6 февр. — № 3171. — С. 2.
- Надежды и опасения коминтерна // Возрождение. — Париж, 1934. — 20 апр. — № 3243. — С. 2, 5.
- Духовный смысл сказки // Возрождение. — Париж, 1934. — 7 июня. — № 3291. — С. 2, 5.
- Духовный смысл сказки // Возрождение. — Париж, 1934. — 16 июня. — № 3300. — С. 2, 5.
- Борьба за художественность. I. Школа экономии // Возрождение. — Париж, 1934. — 3 авг. — № 3348. — С. 2, 4.
- Борьба за художественность. II. Внимание читателя // Возрождение. — Париж, 1934. — 7 авг. — № 3352. — С. 2, 5.
- Путь Православия // Возрождение. — Париж, 1934. — 1 сент. — № 3377. — С. 2.
- Творческая идея нашего будущего // Возрождение. — Париж, 1934. — 9 окт. — № 3415. — С. 2, 5.
- Творческая идея нашего будущего // Возрождение. — Париж, 1934. — 22 нояб. — № 3459. — С. 2, 4.
- Музыка и слово (К концерту Н. К. Метнера) // Возрождение. — Париж, 1934. — 19 дек. — № 3486. — С. 2.

### 1935
- Учение о компромиссе и дурных средствах.
- (Dr. Alfred Normann). Bolschewistische Weltmachtpolitik. Die Pläne der 3. Internationale zur Revolutionierung der Welt. — Bern: Gotthelf-Verlag, 1935. — 287 с. — [Большевистская политика мирового господства. Планы 3-го Интернационала по ревоюционизированию мира. Ильин выступил здесь под псевдонимом «Альфред Норманн». Русский перевод опубликован в Собр. соч., Т. 8, С. 5—340.]
- О монархе // Возрождение. — Париж, 1935. — 3 янв. — № 3501. — С. 2.
- О монархе. II. // Возрождение. — Париж, 1935. — 8 янв. — № 3506. — С. 2.
- Радости общения. I. Сплетня // Возрождение. — Париж, 1935. — 7 февр. — № 3536. — С. 2, 5.
- Радости общения. I. Сплетня // Возрождение. — Париж, 1935. — 8 февр. — № 3537. — С. 2.
- Радости общения. 2. Клевета // Возрождение. — Париж, 1935. — 2 марта. — № 3578. — С. 2, 5.
- Радости общения. 2. Клевета // Возрождение. — Париж, 1935. — 30 марта. — № 3580. — С. 2, 5.
- Православная Русь. «Лето Господне. Праздники» И. C. Шмелёва // Возрождение. — Париж, 1935. — 18 апр. — № 3606. — С. 3—4.
- «Святая Русь», «Богомолье» Шмелёва // Возрождение. — Париж, 1935. — 2 мая. — № 3620. — С. 3—4.
- Мировой замысел «ленинизма» // Возрождение. — Париж, 1935. — 21 мая. — № 3639. — С. 2, 5.
- Письмо в редакцию. 10-летие «Возрождения» // Возрождение. — Париж, 1935. — 23 июня. — № 3672. — С. 4.
- Мировая опасность. Опыт диагноза. I. Кризис элиты // Возрождение. — Париж, 1935. — 25 июня. — № 3674. — С. 2, 5.
- Мировая опасность. Опыт диагноза. 2. Кризис массы // Возрождение. — Париж, 1935. — 6 июля. — № 3685. — С. 2, 5.
- (Пётр Стрешнев). Вонючая гора. Невинная сказка. — Париж, 1935. — [Сдана в газету «Возрождение»]
- (Пётр Стрешнев). Пылесос. Невинная сказка. — Париж, 1935. — [Сдана в газету «Возрождение»]
- (Пётр Стрешнев). Жертвенная овца. Невинная сказка. — Париж, 1935. — [Сдана в газету «Возрождение»] — [Всего под этим псевдонимом И. A. Ильин написал 10 политических сказок под названием «Невинные сказки».]
- Was haben wir unserer Jugend zu geben? // Liebet einander!: Monatsblatt der Russischen Bruderhilfe. — Lemgo, 1935. — № 9 (September). — S. 138—142. — [Что мы должны дать нашей молодёжи? По-русски не публиковалось.]
- (Karl von Brebisius). Langweile: Tröstende Skizzen. I // Berliner Tageblatt. — Berlin, 08.07.1935. — Nr. 318. — 1. Beiblatt. — S. 1. — [Скука: Утешающие эскизы. I. Впоследствии вошла как глава 1 «Die Langweile (Aus einem Brief)» в книгу «Ich schaue ins Leben. Ein Buch der Besinnung», Berlin, 1938. Русский перевод — «Скука (из письма)» — соответственно опубликован как главка в «Я вглядываюсь в жизнь. Книга раздумий» в Собр. соч., Т. 3, С. 93—94.]
- (Karl von Brebisius). Die Neugierde: Tröstende Skizzen. II // Berliner Tageblatt. — Berlin, 10.07.1935. — Nr. 322. — 1. Beiblatt. — S. 1. — [Любопытство: Утешающие эскизы. II. Впоследствии — с некоторыми дополнениями — вошла как глава 17 «Die Neugierde» в «Ich schaue ins Leben». Русский перевод — «Любопытство» — опубликован в Собр. соч., Т. 3, С. 122—123.]
- (Karl von Brebisius). Die Schlaflosigkeit: Tröstende Skizzen. III // Berliner Tageblatt. — Berlin, 05.08.1935. — Nr. 366. — 1. Beiblatt. — S. 1. — [Бессонница: Утешающие эскизы. III. Впоследствии вошла как глава 2 «Die Schlaflosigkeit» в «Ich schaue ins Leben». Русский перевод — «Бессонница» — опубликован в Собр. соч., Т. 3, С. 94—96.]
- (Karl von Brebisius). Der Lärm: Tröstende Skizzen. IV // Berliner Tageblatt. — Berlin, 07.08.1935. — Nr. 370. — 1. Beiblatt. — S. 1. — [Шум: Утешающие эскизы. IV. Впоследствии — с незначительными изменениями — вошла как глава 16 «Der Lärm» в «Ich schaue ins Leben». Русский перевод — «Шум» — опубликован в Собр. соч., Т. 3, С. 120—122.]
- (Karl von Brebisius). Der Misserfolg: Tröstende Skizzen. V // Berliner Tageblatt. — Berlin, 15.08.1935. — Nr. 384. — 1. Beiblatt. — S. 1. — [Неудача: Утешающие эскизы. V. Впоследствии вошла как глава 5 «Der Misserfolg» в «Ich schaue ins Leben». Русский перевод — «Неудача» — опубликован в Собр. соч., Т. 3, С. 100—102.]
- (Karl von Brebisius). Die Sorge: Tröstende Skizzen. VI // Berliner Tageblatt. — Berlin, 19.08.1935. — Nr. 390. — 1. Beiblatt. — S. 1. — [Забота: Утешающие эскизы. VI. Впоследствии вошла как глава 3 «Die Sorge» в «Ich schaue ins Leben». Русский перевод — «Забота» — опубликован в Собр. соч., Т. 3, С. 97—99.]
- (Karl von Brebisius). Schlechte Laune: Tröstende Skizzen. VII // Berliner Tageblatt. — Berlin, 23.08.1935. — Nr. 398. — 1. Beiblatt. — S. 1. — [Плохое настроение: Утешающие эскизы. VII. Впоследствии вошла как глава 6 «Die Schlechte Laune» в «Ich schaue ins Leben». Русский перевод — «Плохое настроение» — опубликован в Собр. соч., Т. 3, С. 102—104.]
- (Karl von Brebisius). Der Alltag: Tröstende Skizzen. VIII // Berliner Tageblatt. — Berlin, 27.08.1935. — Nr. 404. — 1. Beiblatt. — S. 1. — [Будни: Утешающие эскизы. VIII. Впоследствии — с незначительными изменениями — вошла как глава 4 «Der Alltag» в «Ich schaue ins Leben». Русский перевод — «Будни» — опубликован в Собр. соч., Т. 3, С. 99—100.]
- (Karl von Brebisius). Die Krankheit: Tröstende Skizzen. IX // Berliner Tageblatt. — Berlin, 02.09.1935. — Nr. 414. — 1. Beiblatt. — S. 1. — [Болезнь: Утешающие эскизы. IX. Впоследствии вошла как глава 7 «Die Krankheit» в «Ich schaue ins Leben». Русский перевод — «Болезнь» — опубликован в Собр. соч., Т. 3, С. 104—106.]
- (Karl von Brebisius). Der Sonnenstrahl: Tröstende Skizzen. X // Berliner Tageblatt. — Berlin, 04.09.1935. — Nr. 418. — 1. Beiblatt. — S. 1. — [Солнечный луч: Утешающие эскизы. X. Впоследствии вошла как глава 67 «Der Sonnenstrahl» в «Ich schaue ins Leben». Русский перевод — «Солнечный луч» — опубликован в Собр. соч., Т. 3, С. 211—212.]
- (Karl von Brebisius). Die Einsamkeit: Tröstende Skizzen. XI // Berliner Tageblatt. — Berlin, 07.09.1935. — Nr. 424. — 1. Beiblatt. — S. 2. — [Одиночество: Утешающие эскизы. XI. Впоследствии вошла как глава 38 «Die Einsamkeit» в «Ich schaue ins Leben». Русский перевод — «Одиночество» — опубликован в Собр. соч., Т. 3, С. 163—164.]
- (Karl von Brebisius). Die Armut: Tröstende Skizze. XII // Berliner Tageblatt. — Berlin, 10.09.1935. — Nr. 428. — 1. Beiblatt. — S. 1. — [Бедность: Утешающие эскизы. XII. Впоследствии — с незначительными изменениями — вошла как глава 8 «Die Armut» в «Ich schaue ins Leben». Русский перевод — «Бедность» — опубликован в Собр. соч., Т. 3, С. 106—108.]
- (Karl von Brebisius). Der Begabte: Tröstende Skizzen. XIII // Berliner Tageblatt. — Berlin, 17.09.1935. — Nr. 440. — 1. Beiblatt. — S. 2. — [Одарённый: Утешающие эскизы. XII. Впоследствии вошла как глава 12 «Der Begabte» в «Ich schaue ins Leben». Русский перевод — «Одарённый» — опубликован в Собр. соч., Т. 3, С. 113—114.]
- (Karl von Brebisius). Die Träne: Tröstende Skizzen. XIV // Berliner Tageblatt. — Berlin, 23.09.1935. — Nr. 450. — 1. Beiblatt. — S. 1. — [Слеза: Утешающие эскизы. XIV. Впоследствии вошла как глава 58 «Die Träne» в «Ich schaue ins Leben». Русский перевод — «Слеза» — опубликован в Собр. соч., Т. 3, С. 196—197.]
- (Karl von Brebisius). Der Neid: Tröstende Skizzen. XV // Berliner Tageblatt. — Berlin, 01.10.1935. — Nr. 464. — 1. Beiblatt. — S. 1. — [Зависть: Утешающие эскизы. XV. Впоследствии вошла как глава 25 «Der Neid» в «Ich schaue ins Leben». Русский перевод — «Зависть» — опубликован в Собр. соч., Т. 3, С. 137—138.]
- (Karl von Brebisius). Das Gewitter: Tröstende Skizzen. XVI // Berliner Tageblatt. — Berlin, 04.10.1935. — Nr. 470. — 1. Beiblatt. — S. 1. — [Гроза: Утешающие эскизы. XVI. Впоследствии вошла как глава 60 «Das Gewitter» в «Ich schaue ins Leben». Русский перевод — «Гроза» — опубликован в Собр. соч., Т. 3, С. 199—201.]
- (Karl von Brebisius). Die Reise: Tröstende Skizzen. XVII // Berliner Tageblatt. — Berlin, 11.10.1935. – Nr. 482. — 1. Beiblatt. — S. 1. — [Путешествие: Утешающие эскизы. XVII. Впоследствии вошла как глава 55 «Die Reise» в «Ich schaue ins Leben». Русский перевод — «Путешествие» — опубликован в Собр. соч., Т. 3, С. 190—192.]
- (Karl von Brebisius). Der Humor : Tröstende Skizzen. XVIII // Berliner Tageblatt. — Berlin, 16.10.1935. — Nr. 490. — 1. Beiblatt. — S. 1. — [Юмор: Утешающие эскизы. XVIII. Впоследствии вошла как глава 48 «Der Humor» в «Ich schaue ins Leben». Русский перевод — «Юмор» — опубликован в Собр. соч., Т. 3, С. 178—180.]
- (Karl von Brebisius). Sachlichkeit: Uneigennützige Betrachtungen. I // Berliner Tageblatt. — Berlin, 03.12.1935. — Nr. 571. — 1. Beiblatt. — S. 1. — [Деловитость: Бескорыстные созерцания. I. Впоследствии — с незначительными изменениями — вошла как глава 49 «Sachlichkeit» в «Ich schaue ins Leben». Русский перевод — «Деловитость» — опубликован в Собр. соч., Т. 3, С. 180—181.]
- (Karl von Brebisius). Der Dünkel: Uneigennützige Betrachtungen. II // Berliner Tageblatt. — Berlin, 06.12.1935. — Nr. 577. — 1. Beiblatt. — S. 1. — [Самомнение: Бескорыстные созерцания. II. Впоследствии — с некоторыми дополнениями — вошла как глава 26 «Sachlichkeit» в «Ich schaue ins Leben». Русский перевод — «Самомнение» — опубликован в Собр. соч., Т. 3, С. 139—140.]
- (Karl von Brebisius). Über die Bestechlichkeit: Uneigennützige Betrachtungen. III // Berliner Tageblatt. — Berlin, 10.12.1935. — Nr. 583. — 1. Beiblatt. — S. 1. — [О продажности: Бескорыстные созерцания. III. Впоследствии вошла как глава 19 «Die Bestechlichkeit» в «Ich schaue ins Leben». Русский перевод — «Продажность» — опубликован в Собр. соч., Т. 3, С. 125—126.]
- (Karl von Brebisius). Die Verspätung: Uneigennützige Betrachtungen. IV // Berliner Tageblatt. — Berlin, 13.12.1935. — Nr. 589. — 1. Beiblatt. — S. 1. — [Опоздание: Бескорыстные созерцания. IV. Впоследствии вошла как глава 41 «Die Verspätung» в «Ich schaue ins Leben». Русский перевод — «Опоздание» — опубликован в Собр. соч., Т. 3, С. 167—168.]
- (Karl von Brebisius). Der Bücherschrank: Uneigennützige Betrachtungen. V // Berliner Tageblatt. — Berlin, 17.12.1935. — Nr. 595. — 1. Beiblatt. — S. 1. — [Книжный шкаф: Бескорыстные созерцания. V. Впоследствии вошла как глава 10 «Der Bücherschrank» в «Ich schaue ins Leben». Русский перевод — «Книжный шкаф» — опубликован в Собр. соч., Т. 3, С. 110—111.]
- (Karl von Brebisius). Das Geschenk: Uneigennützige Betrachtungen. VI // Berliner Tageblatt. — Berlin, 19.12.1935. — Nr. 599. — 1. Beiblatt. — S. 1. — [Подарок: Бескорыстные созерцания. VI. Впоследствии вошла как глава 39 «Das Geschenk» в «Ich schaue ins Leben». Русский перевод — «Подарок» — опубликован в Собр. соч., Т. 3, С. 164—165.]
- (Karl von Brebisius). Der Schnee: Uneigennützige Betrachtungen. VII // Berliner Tageblatt. — Berlin, 23.12.1935. — Nr. 605. — S. 8.. — [Снег: Бескорыстные созерцания. VII. Впоследствии вошла как глава 61 «Der Schnee» в «Ich schaue ins Leben». Русский перевод — «Снег» — опубликован в Собр. соч., Т. 3, С. 201—202.]
- (Karl von Brebisius). Die Kunst des Streites: Uneigennützige Betrachtungen. VIII // Berliner Tageblatt. — Berlin, 30.12.1935. — Nr. 614. — S. 8. — [Искусство спора: Бескорыстные созерцания. VIII. Впоследствии вошла как глава 46 «Die Kunst des Streites» в «Ich schaue ins Leben». Русский перевод — «Искусство спора» — опубликован в Собр. соч., Т. 3, С. 175—177.]

### 1936
- Das Martyrium der Russischen Kirche und seine Bedeutung für die christlichen Kirchen anderer Länder. Vortrag von Professor Dr. I. Iljin, Berlin, früher Moskau. Mit einem Nachwort von Pfaffer Stenzel, Berlin, früher Pfarrer an der Volga und am Ural, gehalten vor dem Pastoren in Schleswig—Holstein, Hamburg u<nd> Berlin, hrsg. von der «Russischen Bruderhilfe» (Lemgo). — Neukirchen, Kr. Mörs: Verlag Stursberg &Co, 1936. — 28 S. — [Мученичество русской церкви и значение этого для христианских церквей других стран. Доклад профессора, д-ра И. Ильина, Берлин, прежде — Москва, прочитанный перед пасторами в Шлезвиг-Гольштейне, Гамбурге и Берлине. Послесловие пастора Штенцеля, Берлин, прежде — пастора на Волге и Урале]. Часть тиража этой брошюры была отпечатана под названием «Was hat das Martyrium der Kirche in Sowjet—Rußland den Kirchen der anderen Welt zu sagen?» [Что должно поведать церквям остального мира мученичество церкви в Советской России?]; это подтверждается и рекламой в других изданиях «Russische Bruderhilfe». Вероятное объяснение в том, что эта брошюра — подобно брошюрам № 1—3 (1937 г.) — издавались массовыми тиражами в несколько заводов как самим «Russische Bruderhilfe» в Лемго, так и издательством Stursberg&Co (вариант написания — «Stursberg&Cie.») в городе Нойкирхен (округ Мёрс) и им дали разные названия. Русский перевод — по 1-му «варианту» — в Собр. соч., Т. «Статьи, лекции, выступления, рецензии (1906—1954)», С. 392—413.
- О духовном воспитании. (Отрывок) // День Русского Ребёнка. — Сан-Франциско, 1936. — Вып. III. — С. 45—47.
- О богоустановленности советской власти. 1—3 // Возрождение. — Париж, 1936. — 18 апр. — № 3972. — С. 1, 5.
- О богоустановленности советской власти. 4—6 // Возрождение. — Париж, 1936. — 23 апр. — № 3977. — С. 2, 5.
- О богоустановленности советской власти. 7 // Возрождение. — Париж, 1936. — 25 апр. — № 3979. — С. 2, 5.
- Новая Россия – новые идеи // Возрождение. — Париж, 1936. — 10 окт. — № 4047. — С. 2.
- Das russisch-orthodoxe Kirchenlied // Liebet einander!: Monatsblatt der Russischen Bruderhilfe. — Lemgo, 1936. — Nr. 1 (Januar). — S. 3—6. — [Церковные песнопения в русском Православии]. По-русски не публиковалось.
- Ueber das Wesen des Glaubens: 1. Wir glauben alle // Liebet einander!: Monatsblatt der Russischen Bruderhilfe. — Lemgo, 1936. — Nr. 2 (Februar). — S. 25—28. — [О сущности веры: 1. Все мы веруем]. По-русски не публиковалось.
- Ueber das Wesen des Glaubens: 2. Glaube und Leben // Liebet einander!: Monatsblatt der Russischen Bruderhilfe. — Lemgo, 1936. — Nr. 3 (März). — S. 36—39. — [О сущности веры: 2. Вера и жизнь]. По-русски не публиковалось.
- Ueber das Wesen des Glaubens: 3. Glaube und Wissen // Liebet einander!: Monatsblatt der Russischen Bruderhilfe. — Lemgo, 1936. — Nr. 5 (Mai). — S. 66—71. — [О сущности веры: 3. Вера и знание]. По-русски не публиковалось.
- Ueber das Wesen des Glaubens: 4. Glaube und Liebe // Liebet einander!: Monatsblatt der Russischen Bruderhilfe. — Lemgo, 1936. — Nr. 6 (Juni). — S. 85—88. — [О сущности веры: 4. Вера и любовь]. По-русски не публиковалось.
- Ueber das Wesen des Glaubens: 5. Die heilige Lohe // Liebet einander!: Monatsblatt der Russischen Bruderhilfe. — Lemgo, 1936. — Nr. 7 (Juli). — S. 102—106. — [О сущности веры: 5. Священное горение]. По-русски не публиковалось.
- Die Krise der Gottlosigkeit.1 // Liebet einander!: Monatsblatt der Russischen Bruderhilfe. — Lemgo, 1936. — Nr. 9 (September). — S. 130—133. — [Кризис безбожия.1]. По—русски не публиковалось.
- Die Krise der Gottlosigkeit.2 // Liebet einander!: Monatsblatt der Russischen Bruderhilfe. — Lemgo, 1936. — Nr. 10 (Oktober). — S. 146—151. — [Кризис безбожия.2]. По—русски не публиковалось.
- Die Krise der Gottlosigkeit.3 // Liebet einander!: Monatsblatt der Russischen Bruderhilfe. — Lemgo, 1936. — Nr. 12 (Dezember). — S. 184—188. — [Кризис безбожия.3]. По—русски не публиковалось.
- (Karl von Brebisius). Das Nein und das Ja: Uneigennützige Betrachtungen.IX // Berliner Tageblatt. — Berlin, 02.01.1936. — Nr. 3. — S. 8. — [Нет и Да: Бескорыстные созерцания. IX]. Впоследствии вошла — с некоторыми дополнениями — как глава 51 «Das Nein und das Ja» в «Ich schaue ins Leben». Русский перевод — «Нет и Да» — опубликован в Собр. соч., Т. 3, С. 184—185.
- (Karl von Brebisius). Vom Glück: Uneigennützige Betrachtungen.X // Berliner Tageblatt. — Berlin, 14.01.1936. — Nr. 23. — S. 8. — [О счастье: Бескорыстные созерцания. X]. Впоследствии вошла как глава 57 «Das Glück» в «Ich schaue ins Leben». Русский перевод — «Счастье» — опубликован в Собр. соч., Т. 3, С. 194—196.
- (Karl von Brebisius). Der Hass: Uneigennützige Betrachtungen.XI // Berliner Tageblatt. — Berlin, 20.01.1936. — Nr. 33. — S. 12. — [Ненависть: Бескорыстные созерцания. XI]. Впоследствии вошла — с некоторыми дополнениями — как глава 18 «Der Haß» в «Ich schaue ins Leben». Русский перевод — «Ненависть» — опубликован в Собр. соч., Т. 3, С. 123—125.
- (Karl von Brebisius). Die Liebe: Uneigennützige Betrachtungen.XII // Berliner Tageblatt. — Berlin, 28.01.1936. — Nr. 47. — S. 8. — [Любовь: Бескорыстные созерцания. XII]. Впоследствии вошла — в существенно переработанном виде — как глава 56 «Die wahre Liebe» в «Ich schaue ins Leben». Русский перевод — «Истинная любовь» — опубликован в Собр. соч., Т. 3, С. 192—194.
- (Karl von Brebisius). Über die Gottlosigkeit: eine Abrechung // Berliner Tageblatt. — Berlin, 07.02.1936. — Nr. 65. — S. 8. — [О безбожии: сведение счетов]. Впоследствии вошла как глава 24 «Die Gottlosigkeit» в «Ich schaue ins Leben». Русский перевод — «Безбожие» — опубликован в Собр. соч., Т. 3, С. 135—137.
- (Karl von Brebisius). Der Widersacher: eine Lobpreisung // Berliner Tageblatt. — Berlin, 10.02.1936. — Nr. 69. — S. 14. — [Противник: похвала]. Впоследствии вошла как глава 45 «Der Widersacher» в «Ich schaue ins Leben». Русский перевод — «Противник» — опубликован в Собр. соч., Т. 3, С. 174—175.
- (Karl von Brebisius). Der Schweiger // Berliner Tageblatt. — Berlin, 13.03.1936. — Nr. 125. — S. 8. — [Молчаливый]. Впоследствии вошла как глава 35 «Der Schweiger» в «Ich schaue ins Leben». Русский перевод — «Молчаливый» — опубликован в Собр. соч., Т. 3, С. 157—159.
- (Karl von Brebisius). Die Kunst des Lobes // Berliner Tageblatt. — Berlin, 04.04.1936. — Nr. 163. — S. 8. — [Искусство похвалы]. Впоследствии вошла как глава 44 «Die Kunst des Lobes» в «Ich schaue ins Leben». Русский перевод — «Искусство похвалы» — опубликован в Собр. соч., Т. 3, С. 172—174.
- (Karl von Brebisius). Der Materialist // Berliner Tageblatt. — Berlin, 12.05.1936. — Nr. 224. — S. 8. — [Материалист]. Впоследствии вошла как глава 23 «Der Materialist» в «Ich schaue ins Leben». Русский перевод — «Материалист» — опубликован в Собр. соч., Т. 3, С. 133—135.
- (Karl von Brebisius). Der Kluge // Berliner Tageblatt. — Berlin, 16.06.1936. — Nr. 282. — S. 8. — [Умный]. Впоследствии вошла как глава 37 «Der Kluge» в «Ich schaue ins Leben». Русский перевод — «Умный» — опубликован в Собр. соч., Т. 3, С. 161—163.
- (Karl von Brebisius). Der Schlaufuchs // Berliner Tageblatt. — Berlin, 24.06.1936. — Nr. 296. — S. 10. — [Хитрец]. Впоследствии вошла как глава 36 «Der Schlaufuchs» в «Ich schaue ins Leben». Русский перевод — «Хитрец» — опубликован в Собр. соч., Т. 3, С. 159—161.
- (Karl von Brebisius). Der Leichtsinn // Berliner Tageblatt. — Berlin, 25.07.1936. — Nr. 350. — S. 8. — [Легкомыслие]. Впоследствии вошла как глава 33 «Der Leichtsinn» в «Ich schaue ins Leben». Русский перевод — «Легкомыслие» — опубликован в Собр. соч., Т. 3, С. 154—155.
- (Karl von Brebisius). Das Lächen // Berliner Tageblatt. — Berlin, 27.08.1936. — Nr. 406. — S. 8. — [Улыбка]. Впоследствии вошла как глава 32 «Das Lächen» в «Ich schaue ins Leben». Русский перевод — «Улыбка» — опубликован в Собр. соч., Т. 3, С. 152—153.
- (Karl von Brebisius). Der Boden // Berliner Tageblatt. — Berlin, 01.09.1936. — Nr. 414. — S. 8. — [Почва]. Впоследствии вошла — в существенно переработанном виде — как глава 31 «Die Entwurzelung» в «Ich schaue ins Leben». Русский перевод — «Оторванность от корней» — опубликован в Собр. соч., Т. 3, С. 149—151.
- (Karl von Brebisius). Die Verantwortung // Berliner Tageblatt. — Berlin, 10.09.1936. — Nr. 430. — S. 8. — [Ответственность]. Впоследствии вошла — с некоторыми дополнениями — как глава 50 «Die Verantwortung» в «Ich schaue ins Leben». Русский перевод — «Ответственность» — опубликован в Собр. соч., Т. 3, С. 184—185.
- (Karl von Brebisius). Der Herbst // Berliner Tageblatt. — Berlin, 15.09.1936. — Nr. 438. — S. 8. — [Осень]. Впоследствии вошла как глава 65 «Der Herbst» в «Ich schaue ins Leben». Русский перевод — «Осень» — опубликован в Собр. соч., Т. 3, С. 207—209.
- (Karl von Brebisius). Der Rücksack // Berliner Tageblatt. — Berlin, 22.09.1936. — Nr. 450. — S. 8. — [Рюкзак]. Впоследствии — с незначительными изменениями — вошла как глава 49 «Der Rücksack» в «Ich schaue ins Leben». Русский перевод — «Рюкзак» — опубликован в Собр. соч., Т. 3, С. 108—110.
- (Karl von Brebisius). Was ist Ueberzeugnung?: aus meinem Reise-Notizbuch // Berliner Tageblatt. — Berlin, 31.12.1936. — Nr. 618. — S. 8. — [Что есть убеждение? Из моей дорожной записной книжки]. Впоследствии вошла как глава 65 «Die Überzeugnung» в «Ich schaue ins Leben». Русский перевод — «Убеждение» — опубликован в Собр. соч., Т. 3, С. 218—220.

### 1937
- Der Angriff auf die Christliche Ostkirche. Vortrag von Professor Dr. I. Iljin, Berlin, früher Moskau. Mit einem Vorwort von Missions-Inspektor <F.> Schneider, Neukirchen, gehalten vor den Pfaffern der Kreisgemeinde Düsseldorf am 1. November 1937 // Russischen Bruderhilfe. — Neukirchen, Kr. Mörs: Verlag Stursberg &Co, 1937. — 16 S. — [Наступление на восточную христианскую церковь. Доклад профессора д-ра И. Ильина, Берлин, прежде — Москва, прочитанный перед пасторами церковной общины Дюссельдорфа 1 ноября 1936 г. Предисловие инспектора миссии Ф. Шнайдера, Нойкирхен]. Русский перевод опубликован в Собр. соч., Т. 7, С. 294—310.
- Christentum und Bolschewismus: Woher die Christenverfolgungen des XX. Jahrhunderts? Ein sachliches Wort von Iwan Iljin, mit dem Geleitwort von Pastor K. Ewerbek, Lemgo // Russische Bruderhilfe. — 1937. — 16 S. — [Христианство и большевизм: Откуда преследования христиан в XX веке?. Выступление Ивана Ильина по существу дела, вступительное слово пастора К. Эвербека]. Русский перевод опубликован в Собр. соч., Т. 7, С. 282—294.
- Das Martyrium der Kirche in Rußland. Ein Vortrag von I. Iljin, Berlin, früher Moskau, an die evangelischen Brüder und Schwestern in Christo // Russischen Bruderhilfe. — Neukirchen, Kr. Mörs: Verlag Stursberg &Co, 1937. — 11 S. — [Мученичество церкви в России. Доклад И. Ильина, Берлин, прежде — Москва, перед евангелическими братьями и сестрами во Христе]. Русский перевод опубликован в Собр. соч., Т. 7, С. 269—281.
- In Gott verankert // Liebet einander!: Monatsblatt der Russischen Bruderhilfe. — Lemgo, 1937. — Nr. 4 (April). — S. 53—55. — [Укреплены в Боге]. По-русски не публиковалось.
- Vorträge in baltischen Randstaaten // Liebet einander!: Monatsblatt der Russischen Bruderhilfe. — Lemgo, 1937. — Nr. 5 (Mai). — S. 61—62. — [Доклады в государствах Балтии]. По-русски не публиковалось.
- In Gott verankert (Fortsetzung) // Liebet einander!: Monatsblatt der Russischen Bruderhilfe. — Lemgo, 1937. — Nr. 5 (Mai). — S. 71—74. — [Укреплены в Боге. Продолжение]. По-русски не публиковалось.
- In Gott verankert (Schluß) // Liebet einander!: Monatsblatt der Russischen Bruderhilfe. — Lemgo, 1937. — Nr. 6 (Juni). — S. 82—84. — [Укреплены в Боге. Заключение]. По—русски не публиковалось.
- Christentum und Bolschewismus im Kampf um die Welt: Ansprache auf der 6. Jahrestagung der Russischen Bruderhilfe // Liebet einander!: Monatsblatt der Russischen Bruderhilfe. — Lemgo, 1937. — Nr. 7/8 (Juli u. August). — S. 100—106. — [Христианство и большевизм в борьбе за мир: Выступление на 6-м ежегодном съезде общества «Русская братская помощь»]. По-русски не публиковалось.
- Christentum und Bolschewismus // Liebet einander!: Monatsblatt der Russischen Bruderhilfe. — Lemgo, 1937. — Nr. 9 (September). — S. 124—125. — [Христианство и большевизм]. По-русски не публиковалось.
- Der Weg zur christlichen Kultur // Liebet einander!: Monatsblatt der Russischen Bruderhilfe. — Lemgo, 1937. — Nr. 10 (Oktober). — S. 138—141. — [Путь к христианской культуре]. По-русски не публиковалось.
- Der Weg zur christlichen Kultur (Schluß) // Liebet einander!: Monatsblatt der Russischen Bruderhilfe. — Lemgo, 1937. — Nr. 11 (November). — S. 151—155. — [Путь к христианской культуре. Заключение]. По-русски не публиковалось.
- (Karl von Brebisius). Die Entehrung // Berliner Tageblatt. — Berlin, 07.01.1937. — Nr. 11. — S. 8. — [Бесчестие]. Впоследствии вошла — с некоторыми дополнениями — как глава 29 «Die Entehrung» в «Ich schaue ins Leben». Русский перевод — «Бесчестие» — опубликован в Собр. соч., Т. 3, С. 145—146.
- (Karl von Brebisius). Der Weg zur Wahrheit // Berliner Tageblatt. — Berlin, 18.01.1937. — Nr. 29. — S. 8. — [Путь к истине]. Впоследствии вошла — с некоторыми дополнениями — как глава 73 «Die Evidenz» в «Ich schaue ins Leben». Русский перевод — «Очевидность» — опубликован в Собр. соч., Т. 3, С. 222—224.

### 1938
- Спутник русского христианина-националиста
- Ich schaue ins Leben. Ein Buch der Besinnung. — Berlin: Furche Verlag, 1938. — 1. Aufl. — 199 S. — [Я вглядываюсь в жизнь. Книга раздумий]. Русский перевод опубликован в Собр. соч., Т. 7, С. 188—220.
- Das Orthodoxe Christentum in der Geschichte Rußlands // Liebet einander!: Monatsblatt der Russischen Bruderhilfe. — Lemgo. — [Православное христианство в истории России]. По-русски не публиковалось.

### 1939
- Über christliche Auflehnung gegen die kommunistische Herrschaft // хранится в : Courtesy of Special Collections, Michigan University Librariy, East Lansing, MI 18824—1048, USA. — [О христианском неповиновении коммунистическому владычеству]. По-немецки рукопись никогда не публиковалась, русский перевод напечатан как «О христианском сопротивлении коммунистическому господству» в Собр. соч., Т. 7, С. 310—320.
- (Peter Just.). Die Freiheit // Der Wehnthaler. — 13.01.1939. — [Свобода]
- (K. P.). Ueber Welteroberung // Willisauer Volksblatt. — 21.01.1939. — [О поколении мира]
- (Peter Just.). Ueber die Gottlosen // Unter Emmentaler. — 18.02.1939. — [О безбожниках]
- (Peter Just.). Was ist Sozialismus? // Anzeiger aus dem Bezirke Affoltern am Albis. — 10.02.1939. — [Что такое социализм?]
- (б/п). Die große Gefahr // Willisauer Volksblatt. — 02(?).02.1939. — [Великая опасность]
- (Peter Just.). Der Mittelstand // Engadiner Post. — 26.01.1939. — [Средний класс]
- (б/п). Das Gewebe // Literarischer Sonntagsblatt des Unter Emmentaler. — 12.02.1939. — [Ткань]
- (Peter Just.). Das werktätige Volk // Luzerner Landbote. — 03.03.1939. — [Работоспособный народ]
- (б/п). Vom Hass zur Liebe // Aargauische Bauern und Bürgerzeitung. — 07.03.1939. — [От ненависти к любви]
- (Peter Just.). Unpolitische Märchen // Oberländischer Volksblatt. — Anfang März. 1939. — [Неполитические сказки]
- (б/п). Die beiden Freunde // Sonntagsblatt der Volkszeitung des Bezirkes Pfäffikon. — 17.04.1939. — [Оба друга]
- (Peter Just.). Die Demokratie kämpft // Oltner Tagblatt. — 24.04.1939. — [Демократия сражается]
- (б/п). Das Gewissen // Albis Bote. — 21.04.1939. — [Совесть]
- (Peter Just.). Die Wolken // Anzeiger Affoltern. — 05.05.1939. — [Облака]
- (б/п). Die Schule der Verantwortung // Der Hausfreund. — 06.05.1939. — [Школа ответственности]
- (Peter Just.). Das Recht des Schwachen // Bieler Tagblatt und Seeländer Bote. — 27.05.1939. — [Право слабого]
- (Peter Just.). Was ist Demokratie? // Volkszeitung des Bezirkes Pfäffikon. — 09.06.1939. — [Что такое демократия?]
- (б/п). Unser Recht // Oberländer Anzeiger. — № 09.06.1939. — [Наше право]
- (б/п). Was will die Sowjetdiplomatie? // Anzeiger Affoltern. — 21.06.1939. — [Чего хочет советская дипломатия?]
- (Peter Just.). Unsere Berge // Anzeiger von Uster. — 24.06.1939. — [Наши горы]
- (Peter Just.). Es kommt eine neue Epoche // Aargauer Volksblatt. — 26.06.1939. — [Приближается новая эпоха]
- (б/п.). Polens schwere Lage // Anzeiger Affoltern. — 30.06.1939. — [Трудное положение Польши]
- (б/п). Hitler und Stalin // Luzerner Landbote. — 11.07.1939. — [Гитлер и Сталин]
- (Peter Just.). Der Kampf für die Familie // Anzeiger Affoltern. — 14.07.1939. — [Борьба за семью]
- (Peter Just.). Mensch ohne Gott? // Der Unter Emmentaler. — 18.07.1939. — [Человек без Бога?]
- (б/п). Feuilleton. Sonntagsgedanken. Die Gesundheit // Luzerner Neuste Nachrichten. — 29.07.1939. — [Фельетон. Воскресные мысли. Здоровье]
- (Peter Just.). Der freie Mensch // Anzeiger Affoltern. — 31.07.1939. — [Свободный человек]
- (Peter Just.). Demokratie und Parteiwesen // Werdenberger und Obertoggenburger. — 09.08.1939. — [Демократия и сущность партийности]
- (Peter Just.). Krieg und Gerechtigkeit // Berner Landbote. — 23.08.1939. — [Война и справедливость]
- (Peter Just.). Die zwei Staaten // Anzeiger Affoltern. — 18.08.1939. — [Два вида государства]
- (б/п). Zum neuen Nichtangriffspakt // Engadiner Post. — 26.08.1939. — [К новому договору о ненападении]
- (Peter Just.). Gegen politische Verleumdung // Neues Winterthurer Tagblatt. — 29.08.1939. — [Против политической клеветы]
- (Peter Just.). Pakt mit dem Teufel // Glarner Nachrichten. — [Договор с дьяволом]
- (R. K.). Ostliche Diplomatie in Daten // Schweizerische Bodensee Zeitung. — 07.09.1939. — [Восточная дипломатия в датах]
- (R. K.). I. Seine Luftflotte. // Neue Zürcher Nachrichten. — 11.09.1939. — [I. Его воздушный флот]. Из серии статей Betrachtung[en] über das Sovietreich [Замечания о советском государстве]
- (R. K.). II. Wer ist Leo Mechlis? II. // Neue Zürcher Nachrichten. — 11.09.1939. — [II. Кто такой Лев Мехлис?] Из серии статей Betrachtung[en] über das Sovietreich [Замечания о советском государстве]
- (R. K.). III. Bewertung der roten Wehrmacht // Neues Winterthurer Tagblatt. — 11.09.1939. — [III. Оценка красных вооружённых сил] Из серии статей Betrachtung[en] über das Sovietreich [Замечания о советском государстве]
- (R. K.). IV. Der Sowjetstaat von innen gesehen // Neue Zürcher Nachrichten. — 13.09.1939. — [IV. Как смотрится советское государство изнутри] Из серии статей Betrachtung[en] über das Sovietreich [Замечания о советском государстве]
- (R. K.). V. Russland als Ostraum // Neue Zürcher Nachrichten. — 14.09.1939. — [V. Россия как «восточное пространство»] Из серии статей Betrachtung[en] über das Sovietreich [Замечания о советском государстве]
- (R. K.). VI. Die Sowjetflotte // Neue Zürcher Nachrichten. — 18.09.1939. — [VI. Советский морской флот] Из серии статей Betrachtung[en] über das Sovietreich [Замечания о советском государстве]
- (R. K.). VII. Aussicht auf Getreideausfuhr // Neue Zürcher Nachrichten. — 21.09.1939. — [VII. Виды на экспорт зерновых] Из серии статей Betrachtung[en] über das Sovietreich [Замечания о советском государстве]
- (R. K.). VIII. Wird Benzin geliefert? // Neue Zürcher Nachrichten. — 23.09.1939. — [VIII. Будет ли доставляться бензин?] Из серии статей Betrachtung[en] über das Sovietreich [Замечания о советском государстве]
- (R. K.). IX. Die Eisenbahnen // Neue Zürcher Nachrichten. — 29.09.1939. — [IX. Железные дороги] Из серии статей Betrachtung[en] über das Sovietreich [Замечания о советском государстве]
- (R. K.). X. Der rote Aufmarsch // Neue Zürcher Nachrichten. — 03.10.1939. — [X. Развёртывание красных войск] Из серии статей Betrachtung[en] über das Sovietreich [Замечания о советском государстве]
- (R. K.). XI. Wirtschaftliche und technische Hilfe // Neue Zürcher Nachrichten. — 07.10.1939. — [XI. Экономическая и техническая помощь] Из серии статей Betrachtung[en] über das Sovietreich [Замечания о советском государстве]
- (R. K.). XII. Ist der Sowjetstaat Russland? // Neue Zürcher Zeitung. — 10.10.1939. — [XII. Является ли советское государство Россией?] Из серии статей Betrachtung[en] über das Sovietreich [Замечания о советском государстве]
- (Peter Just.). Der Wirbelwind der Geschichte // Anzeiger Affoltern. — 09.10.1939. — [Вихрь истории]
- (Walter Tannen.). Das Wort // Die Tat. — 08.10.1939. — [Слово]
- (б/п). Die Durchführung der Sowjetisierung in Ostpolen // Freiämter Nachrichten. — 17.10.1939. — [Процесс советизации в восточной Польше]
- (б/п). Das Problem des Baltikums // Der Sihltaler. — 25.10.1939. — [Проблема Прибалтики]
- (Peter Just.). Die Brüderlichkeit // Der Hausfreund. Wochenbeilag zum Bülad Dielsdorfer Volksfreund. — 28.10.1939. — [Братство]
- (б/п). Finnland // Bischofszeller Zeitung. — 26.10.1939. — [Финляндия]
- (б/п). Marschiert Stalin nach Indien? // Anzeiger von Uster. — 04.11.1939. — [Двинется ли Сталин на Индию?]
- (Peter Just.). Demokratie und Opferwille // Anzeiger Affoltern. — 06.11.1939. — [Демократия и воля к жертве]
- (Peter Just.). Demokratie oder Klassenkampf // Anzeiger Affoltern. — 10.11.1939. — [Демократия и классовая борьба]
- (Peter Just.). Im Propagandastrom // Engadiner Post. — 11.11.1939. — [В потоке пропаганды]
- (Peter Just.). Was ist Nihilismus? // Prättigauer Zeitung und Herrschäftler. — 16.11.1939. — [Что такое нигилизм?]
- (Peter Just.). Die bolschewistische Welle // Anzeiger von Uster. — 18.11.1939. — [Большевистская волна]
- (б/п). Konstantinopel als strategischer Knoten // Anzeiger Affoltern. — 22.11.1939. — [Константинополь как стратегический узел]
- (Peter Just.). Politik und Leidenschaft // Anzeiger Affoltern. — 24.11.1939. — [Политика и страдание]
- (б/п). Der strategische Knoten im Kaukasus // Amriswiler Anzeiger. — 30.11.1939. — [Стратегический узел на Кавказе]
- (Walter Tannen.). Die Tat // Die Tat. — 13.11.1939. — [Поступок]
- (Peter Just.). Demokratie und Persönlichkeit // Anzeiger Affoltern. — [Демократия и личность]
- (б/п). Warum beschleunigt Stalin den Krieg? Zum Angriff auf Finnland // Berner Wochenblatt. — 11.12.1939. — [Почему Сталин торопит войну? К нападению на Финляндию]
- (Peter Just.). Gibt es eine internationale Mission der Schweiz? // Anzeiger Affoltern. — 15.12.1939. — [Есть ли у Швейцарии международная миссия?]
- (Peter Just.). Weihnacht des Herzens // Neue Zürcher Nachrichten. — 24.12.1939. — [Рождество сердца]
- (б/п). Das Gold der Kommunisten // Anzeiger Affoltern. — 20.12.1939. — [Золото коммунистов]
- (Peter Just.). Rückblick und Ausblick: Ein Neujahreswort auf 1940 // Aargauer Volksblatt. — 29.12.1939. — [Взгляд на прошлое и будущее. Слово к новому 1940 году]

## 1940-е

### 1940
- Kommunismus und internationale Ordnung // Preprint. — Genf, 1940. — [Коммунизм и мировой порядок]. Русский перевод опубликован в Собр. соч., Т. 7, С. 188—220.
- (Peter Just.). Die Schweiz auf der Schwelle zum neuen Jahr // Zuger Volksblatt. — 02.01.1940. — [Швейцария на пороге нового года]
- (б/п). Die erste Kraftprobe der roten Armee // Anzeiger Affoltern. — 02.01.1940. — [Первая проба сил Красной армии]
- (Walter Tannen.). Die Seifenblase // Die Tat. — 13-14.01.1940. — [Мыльный пузырь]
- (б/п). Wo steht Bulgarien? // Anzeiger Affoltern. — 08.01.1940. — [На чьей стороне находится Болгария?]
- (Peter Just.). Weltkrise der Gegenwart // Anzeiger Affoltern. — 12.01.1940. — [Мировой кризис настоящего времени]
- (K. P.). Der russische Soldat einst und jetzt I. Einst // Neue Zürcher Nachrichten. — 26.01.1940. — [Русский солдат в прошлом и сегодня. I. В прошлом]
- (K. P.). Der russische Soldat einst und jetzt. II. Jetzt // Neue Zürcher Nachrichten. — 27.01.1940. — [Русский солдат в прошлом и сегодня. II. Сегодня]
- (б/п). Die Friedensliebe des Kommunismus // Anzeiger Affoltern. — 19.01.1940. — [Миролюбие коммунизма]
- (Peter Just.). Das Recht der kleinen Staaten // Anzeiger Affoltern. — 29.01.1940. — [Право малых государств]
- (б/п). Zur inneren Lage in Sowjetrussland // Anzeiger Affoltern. — 31.01.1940. — [О внутреннем положении Советской России]
- (Walter Tannen.). Der Klatsch // Die Tat. — 14.02.1940. — [Сплетня]
- (б/п). Innere und äussere Probleme Rumäniens // Anzeiger Affoltern. — 07.02.1940. — [Внутренние и внешние проблемы Румынии]
- (б/п). Der Weltkampf um das Benzin // Anzeiger Affoltern. — 14.02.1940. — [Всемирная борьба за бензин]
- (R. K.). Die Auswirkungen des russisch-finnischen Krieges // Anzeiger Affoltern. — 28.02.1940. — [Последствия русско-финской войны]
- (R. K.). Das Bauernelend in der Sowjetunion. I. // Aargauische Bauer und Bürgerzeitung. — 29.02.1940. — [Страдание крестьянства в Советском Союзе. I.]
- (R. K.). Bauernelend in der Sowjetunion. II. // Unter Emmentaler. — 29.02.1940. — [Страдание крестьянства в Советском Союзе. II.]
- (Walter Tannen.). Zivil Courage // Die Tat. — 16-17.03.1940. — [Гражданское мужество]
- (Peter Just.). Demokratie ist Loyalität des Freien // Davoser Zeitung. — 27.03.1940. — [Демократия есть верность свободных]
- (R. K.). Stalin schließt Frieden // Anzeiger Affoltern. — 18.03.1940. — [Сталин заключает мир]
- (R. K.). Rehabilitierung des Bolschewismus // Anzeiger Affoltern. — 12.04.1940. — [Реабилитация большевизма]
- (Peter Just.). Die Kraft des Guten und die Gefahr des Bösen: Wer wird siegen? // Anzeiger Affoltern. — 26.04.1940. — [Сила добра и опасность зла. Что победит?]
- (R. K.). Die Lage am Schwarzen Meer // Neues Winterthurer Tagblatt. — 29.04.1940. — [Положение у Чёрного моря]
- (Walter Tannen.). Dämonisch und satanisch // Die Tat. — 11-12.05.1940. — [Демоническое и сатаническое]
- (R. K.). Stalin baut Befestigungen // Neue Zürcher Nachrichten. — 20.05.1940. — [Сталин строит крепости]
- (б/п). Wie lernen wir schweigen? // Anzeiger Affoltern. — 05.1940. — [Как мы научаемся молчать?] Конец мая
- (Peter Just.). Demokratie und Treue // Anzeiger Affoltern. — 31.05.1940. — [Демократия и верность]
- (Walter Tannen.). Das Gerücht // Neue Zürcher Nachrichten. — 13.06.1940. — [Слух]
- (б/п). Die Macht der Türkei // Neue Zürcher Nachrichten. — 15.06.1940. — [Сила Турции]
- (б/п). Die russische Besetzung des Baltikums // Schaffhauser Nachrichten. — 24.06.1940. — [Русская оккупация Прибалтики]
- (R. K.). Das reisende Gold // Anzeiger Affoltern. — 21.06.1940. — [Перемещающееся золото]
- (Peter Just.). Die Welt lernt beten // Volksfreund. — 29.06.1940. — [Мир научается молиться]
- (Peter Just.). Freiheit und Eigenart // Anzeiger Affoltern. — 12.07.1940. — [Свобода и своеобразие]
- (R. K.). Der Kulturkampf in Russland. I. // Neue Zürcher Nachrichten. — 16.07.1940. — [Культурная борьба в России. I.]
- (R. K.). Der Kulturkampf in Russland. II. // Neue Zürcher Nachrichten. — 17.07.1940. — [Культурная борьба в России. II.]
- (P. J.). Literarisches // Anzeiger Affoltern. — 26.07.1940. — [Литературное]
- (R. K.). Bolschewisierung des Baltikums // Neue Zürcher Nachrichten. — 29.07.1940. — [Большевизация Прибалтики]
- (Peter Just.). Für das Privateigentum // Anzeiger Affoltern. — 02.08.1940. — [За частную собственность]
- (Peter Just.). Die Seele des Arbeitslosen // Anzeiger Affoltern. — 07.08.1940. — [Душа безработного]
- (R. K.). Jahresbilanz des roten Imperialismus. I. Die Erfolge // Anzeiger Affoltern. — 16.08.1940. — [Годовой итог красного империализма. I. Успехи]
- (R. K.). Jahresbilanz des roten Imperialismus. II. Die Mißerfolge // Anzeiger Affoltern. — 19.08.1940. — [Годовой итог красного империализма. II. Неудачи]
- (K. P.). Trotzki und die Vierte Internationale // Anzeiger Affoltern. — 30.08.1940. — [Троцкий и четвёртый интернационал]
- (Peter Just.). Politik der Interessen und Politik der Ideen // Neues Winterthurer Tagblatt. — 07.09.1940. — [Политика интересов и политика идей]
- (Peter Just.). Politik und Geduld // Der Unter Emmenthaler. — 17.09.1940. — [Политика и терпение]
- (K. P.). Stalin als Persönlichkeit // Anzeiger Affoltern. — 07.10.1940. — [Сталин как личность]
- (K. P.). Stalin als Politiker // Anzeiger Affoltern. — 02.10.1940. — [Сталин как политик]
- (Peter Just.). Die weltgeschichtliche Prüfung // Anzeiger Affoltern. — 16.10.1940. — [Всемирно-историческое испытание]
- (R. K.). Europa ohne Gold // Neue Zürcher Nachrichten. — 18.10.1940. — [Европа без золота]
- (R. K.). Jugoslawien // Bieler Tagblatt. — 22.10.1940. — [Югославия]
- (б/п). Der Emfindliche // Neue Zürcher Zeitung. — 27.10.1940. — [Чувствительный]
- (Walter Tannen.). Die Verleumdung // Die Tat. — 9—10.11.1940. — [Клевета]
- (Hans Grau.). Die Entbehrung // Schweizerischer Feuilletondienst. — Mitte Oktober. 1940. — [Лишение]
- (Hans Grau.). Der strenge Montag // Schweizerischer Feuilletondienst. — 22.10.1940. — [Строгий понедельник]
- (Peter Just.). Demokratie als schöpferische Kraft // Der Tößthaler. — 29.10.1940. — [Демократия как творческая сила]
- (R. K.). Der neue Krieg im Balkan // Badener Tagblatt. — 06.11.1940. — [Новая война на Балканах]
- (Hans Grau.). Das Alter // Schweizerischer Feuilletondienst. — 19.11.1940. — [Старость]
- (R. K.). Die Hamsterei bei andern und bei uns // Anzeiger Affoltern. — 13.11.1940. — [Скупость у других и у нас самих]
- (б/п). Kommunismus und illegale Arbeit // Neue Zürcher Nachrichten. — 26.11.1940. — [Коммунизм и нелегальная работа]
- (Hans Grau.). Die Menschen sind hart // Schweizerischer Feuilletondienst. — 26.11.1940. — [Люди бессердечны]
- (K. P.). Der Kommunismus feiert // Anzeiger Affoltern. — 29.11.1940. — [Коммунизм торжествует]
- (R. K.). Die Ziele der Sowjet Diplomatie // Der Fürstenländer. — 02.12.1940. — [Цели советской дипломатии]
- (Hans Grau.). Die Verdunkelung // Schweizerischer Feuilletondienst. — 03.12.1940. — [Затемнение]
- (Peter Just.). Pessimist // Bülach Dielsdorfer Volksfreund. — 14.12.1940. — [Пессимист]
- (Peter Just.). Demokratie und Disziplin // Neuer Winterthurer Tagblatt. — 16.12.1940. — Демократия и дисциплина]
- (Peter Just.). Geburt der Liebe // Anzeiger Affoltern. — 21.12.1940. — [Рождение любви]
- (Peter Just.). Vorwärts in Zuversicht! // Anzeiger Affoltern. — 27.12.1940. — [Вперёд с уверенностью!]
- (Piscator.). Die Frage // Neue Zürcher Zeitung. — 04.01.1941. — [Вопрос]
- (Piscator.). Die Antwort // Neue Zürcher Zeitung. — 05.01.1941. — [Ответ]
- (Hans Grau.). Wir und das neue Jahr // Schweizerischer Feuilletondienst. — 31.12.1940. — [Новый год и мы]

### 1941
- (Peter Just.). Der Optimist // Bülach Dielsdorfer Volksfreund. — 09.01.1941. — [Оптимист]
- (Peter Just.). Volk und Schicksal // Anzeiger Affoltern. — 13.01.1941. — [Народ и судьба]
- (Peter Just.). Unsere Hauptfrage // Anzeiger Affoltern. — 17.01.1941. — [Наш главный вопрос]
- (Peter Just.). Ueber den Defaitismus // Anzeiger Affoltern. — 31.01.1941. — [О пораженчестве]
- (б/п). Das Tintenfaß // Neue Zürcher Zeitung. — 08.02.1941. — [Чернильница]
- (Peter Just.). Der Individualismus auf der Anklagebank // Neues Winterthurer Tagblatt. — 07.02.1941. — [Индивидуализм на скамье подсудимых]
- (Peter Just.). Der Böse und der Schwache im politischen Spiel // Anzeiger Affoltern. — 21.02.1941. — [Злой и слабый в политической игре]
- (Hans Grau.). Die Flamme // Schweizerischer Feuilletondienst. — 25.02.1941. — [Пламя]
- (Walter Tannen.). Die Gesundheit // Die Tat. — 25.02.1941. — [Здоровье]
- (Peter Just.). Sparen und Strecken! // Volksfreund. — 01.03.1941. — [Экономить!]
- (Peter Just.). Kritik oder Mitarbeit? // Der Oberthurgauer. — 17.03.1941. — [Критика или сотрудничество?]
- (K. P.). Mutterland und Kolonie // Anzeiger Affoltern. — 28.02.1941. — [Метрополия и колония]
- (Peter Just.). Demokratie und Sachlichkeit // Anzeiger Affoltern. — 15.03.1941. — [Демократия и объективность]
- (Peter Just.). Politik als Kunst des Wollens // Berner Landbote. — 16.04.1941. — [Политика как искусство желаемого]
- (б/п). Vom Schmeicheln // Neue Zürcher Zeitung. — 04.1941. — [О лести]
- (R. K.). Warum Ausschluß der Kommunisten? // Bündner Tagblatt. — 10.04.1941. — [Почему исключены коммунисты?]
- (Peter Just.). Wir glauben an Recht und Freiheit // Engadiner Post. — 20.05.1941. — [Мы верим в право и свободу]
- (Peter Just.). Die kleinen Leute // Anzeiger Affoltern. — 19.05.1941. — [Маленькие люди]
- (Peter Just.). Die Kunst des Besitzers // Prättigauer Zeitung. — 21.06.1941. — [Искусство владельца]
- (R. K.). Japan am Scheideweg // Schweizerische Bodensee Zeitung. — 31.05.1941. — [Япония на распутье]
- (Peter Just.). Demokratie und Takt // Neues Winterthurer Tagblatt. — 10.06.1941. — [Демократия и такт]
- (Peter Just.). Der verlorene Tag // Anzeiger Affoltern. — 13.06.1941. — [Потерянный день]
- (Peter Just.). Ueber den freien Dienst // Anzeiger Affoltern. — 17.06.1941. — [О свободном служении]
- (б/п). Die Ukraine // Der Rheinthaler. — 28.06.1941. — [Украина]
- (R. K.). Vier Jahre Krieg in China // Neues Winterthurer Tagblatt. — 02.07.1941. — [Четыре года войны в Китае]
- (Peter Just.). Wenn ich rede // Neues Winterthurer Tagblatt. — 28.06.1941. — [Когда я говорю]
- (Peter Just.). Demokratie und soziale Frage // Anzeigerblatt für Gais, Bühler. — 04.07.1941. — [Демократия и социальный вопрос]
- (R. K.). Das Russenproblem von innen heraus gesehen. I. // Neue Zürcher Nachrichten. — 09.07.1941. — [Проблема России, как она видится изнутри. I.]
- (R. K.). Das Russenproblem von innen heraus gesehen. II. Das Volk // Neue Zürcher Nachrichten. — 18.07.1941. — [Проблема России, как она видится изнутри. II. Народ]
- (R. K.). Das Russenproblem von innen heraus gesehen. III. Die Strategie // Anzeiger Affoltern. — 21.07.1941. — [Проблема России, как она видится изнутри. III. Стратегия]
- (R. K.). Das Russenproblem von innen heraus gesehen. IV. Die inneren Schwierigkeiten // Neue Zürcher Nachrichten. — 23.07.1941. — [Проблема России, как она видится изнутри. IV. Внутренние трудности]
- (R. K.). Das Russenproblem von innen heraus gesehen. V. Rückzug und Kriegsindustrie // Anzeiger Affoltern. — 01.08.1941. — [Проблема России, как она видится изнутри. V. Отступление и военная промышленность]
- (R. K.). Das Russenproblem von innen heraus gesehen. VI. Die russische Zähigkeit // Anzeiger Affoltern. — 20.08.1941. — [Проблема России, как она видится изнутри. VI. Упорное русское сопротивление]
- (R. K.). Das Russenproblem von innen heraus gesehen. VII. Das Schicksal des Bolschewismus // Anzeiger Affoltern. — 05.09.1941. — [Проблема России, как она видится изнутри. VII. Судьба большевизма]
- (Walter Tannen.). Am Strande // Die Tat. — 08.1941. — [На пляже]
- (Peter Just.). Der Wille zur Gerechtigkeit // Anzeiger Affoltern. — 13.08.1941. — [Воля к справедливости]
- (Peter Just.). Der Bergsee // Kleine Zeitung. — 06.09.1941. — [Горное озеро]
- (K. P.). Rückblick auf Iran // Neues Winterthurer Tagblatt. — 11.09.1941. — [Иран в истории]
- (R. K.). Der Grosskampf um Leningrad // Anzeiger Affoltern. — 19.09.1941. — [Большое сражение за Ленинград]
- (R. K.). Das Schicksal der Wolgadeutschen // Neue Zürcher Nachrichten. — 24.09.1941. — [Судьба приволжских немцев]
- (Peter Just.). Mehranbau und Volksseele // Anzeiger Affoltern. — 26.09.1941. — [Строительство и душа народа]
- (R. K.). Gesinnungswandlung bei den Sowjets? // Neue Zürcher Nachrichten. — 10.10.1941. — [Перемена намерений у советов?]
- (R. K.). Moskau und sein Kreml // Anzeiger Affoltern. — 29.10.1941. — [Москва и московский Кремль]

### 1942
- Wesen und Eigenart der Russischen Kultur: Vorlesungen. Erste Serie: 1. Die Seele. 2. Der Glaube. 3. Der geschichtliche Werdegang. — Zürich: Aehren Verlag, 1942. — 151 S. — [Сущность и своеобразие русской культуры. Серия 1-я: 1. Душа. 2. Вера. 3. Исторический ход событий]
- (R. K.). Das Klima in Russland // Neue Zürcher Nachrichten. — 15.01.1942. — [Климат в России]
- (R. K.). Die Sowjet Sphinx. I. Das Sowjetsystem // Anzeiger Affoltern. — 27.02.1942. — [Советский сфинкс. I. Советская система]
- (R. K.). Die Sowjet Sphinx. II. Das Nachkriegsprogramm // Neue Zürcher Nachrichten. — 05.03.1942. — [Советский сфинкс. II. Послевоенные планы]
- (P. J.). Zollikon. Klavierabend des Musik und Literaturkreises Zollikon // Zolliker Bote. — 27.03.1942. — [Цолликон. Вечер рояльной музыки в музыкально-литературном кружке Цолликона]
- (R. K.). Warum der Schweizer den Kommunismus ablehnen muss // Anzeiger Affoltern. — 24.04.1942. — [Почему швейцарец должен отвергнуть коммунизм]
- (Peter Just.). Die Schule der Entbehrung // Neues Winterthurer Tagblatt. — 27.04.1942. — [Школа лишения]
- (R. K.). Rückblick und Ausblick auf den Ostkrieg. I. Das Unberechenbare // Neue Zürcher Nachrichten. — 28.04.1942. — [Прошлое и будущее войны на востоке. I. Непредсказуемое]
- (R. K.). Rückblick und Ausblick auf den Ostkrieg. II. Politische und volkspsychologische Kriegselemente // Neue Zürcher Nachrichten. — 29.04.1942. — [Прошлое и будущее войны на востоке. II. Политические и народно-психологические аспекты войны]
- (R. K.). Rückblick und Ausblick auf den Ostkrieg. III. Was verloren ging und was bedroht ist // Neue Zürcher Nachrichten. — 05.05.1942. — [Прошлое и будущее войны на востоке. III. Что было потеряно и что находится под угрозой]
- (б/п). Die Gestaltungskraft der Demokratie. Ein Brief // Anzeigeblatt für Gais, Bühler, usw.. — 08.05.1942. — [Творческая сила демократии. Письмо]
- (R. K.). Die wirtschaftliche und militärische Bedeutung des Kaukasus. I. Das strategische Ziel // Neue Zürcher Nachrichten. — 19.05.1942. — [Экономическое и военное значение Кавказа. I. Стратегическая цель]
- (R. K.). Die Zugangswege zum Kaukasus // Neues Winterthurer Tagblatt. — 22.05.1942. — [Подходы к Кавказу]
- (R. K.). Der Kampf um Murmansk // Anzeiger Affoltern. — 05.06.1942. — [Битва за Мурманск]
- (Peter Just.). Weitsicht und Voraussicht // St. Galler Kleinbote. — 13.06.1942. — [Взгляд вперёд: конечный итог и ближайшее будущее]
- (R. K.). Wieder Kampf um Moskau? // Neue Zürcher Nachrichten. — 15.06.1942. — [Снова битва за Москву?]
- (R. K.). Sturm auf Sebastopol // Rohrschacher Zeitung. — 25.06.1942. — [Штурм Севастополя]
- (R. K.). Der ferne Osten. I. Sibirien eine andere Welt // Anzeiger Affoltern. — 15.07.1942. — [Дальний Восток. I. Сибирь — особый мир]
- (R. K.). Der ferne Osten. II. Die Festung Wladiwostok // Anzeiger Affoltern. — 17.07.1942. — [Дальний Восток. II. Крепость Владивосток]
- (R. K.). Der ferne Osten. III. Die strategischen Aussichten einer Kriegsausweitung // Neue Zürcher Nachrichten. — 17.07.1942. — [Дальний Восток. III. Стратегические перспективы расширения войны]
- (K. P.). Guerillakrieg auf dem Balkan // Neue Zürcher Nachrichten. — 07.08.1942. — [Партизанская война на Балканах]
- (б/п). Leo Tolstoj:  Krieg und Frieden // Die Tat. — 25.09.1942. — [Лев Толстой: Война и мир]
- (Peter Just.). Vom besseren Leben // Neues Winterthurer Tagblatt. — 01.08.1942. — [О лишении жизни]
- (R. K.). Die «versengte Erde» in Vergangenheit und Gegenwart // Anzeiger am Rhein. — 17.08.1942. — [«Выжженная земля» в прошлом и настоящем]
- (R. K.). Die Pässe des Nordkaukasus // Neues Winterthurer Tagblatt. — 24.08.1942. — [Перевалы Северного Кавказа]
- (R. K.). Die Schweizeralpen und das Kaukasusgebirge // Brugger Tagblatt. — 22.08.1942. — [Швейцарские Альпы и Кавказские горы]
- (Peter Just.). Staatstreue und Revolution // Anzeiger Affoltern. — 28.08.1942. — [Верность государству и революция]
- (R. K.). Licht in das russische Dunkel [Vorwort der Mittelpresse] // Badner Tagblatt. — 15.09.1942. — [Проливая свет на русскую тьму] [Предисловие агентства Миттельпрессе]
- (R. K.). Der Kampf an der Wolga // Neue Zürcher Nachrichten. — 12.09.1942. — [Битва у Волги]
- (R. K.). Die strategische Bedeutung der Wolga // Neue Zürcher Nachrichten. — 15.09.1942. — [Стратегическое значение Волги]
- (Peter Just.). Ueber Hunger und Hungersnot // Neues Winterthurer Tagblatt. — 03.10.1942. — [О недоедании и голоде]
- (Peter Just.). Der wahre politische Erfolg // Anzeiger Affoltern. — 16.10.1942. — [Истинный политический успех]
- (R. K.). Freischaren und Völkerrecht // Anzeiger Affoltern. — 19.10.1942. — [Партизаны и международное право]
- (R. K.). Die russischen Freischaren um 1812 // Anzeiger Affoltern. — 21.10.1942. — [Русские партизаны 1812 года]
- (R. K.). Die Freiwilligenkämpfe im 19. Jahrhundert. II // Anzeiger Affoltern. — 23.10.1942. — [Партизанские войны в XIX веке. II]
- (R. K.). 25 Jahre Sowjetregime // Anzeiger Affoltern. — 18.11.1942. — [25 лет советского режима]
- (R. K.). Das Rätsel der roten Armeekommissäre. I. // Anzeiger Affoltern. — 06.11.1942. — [Загадка красных военных комиссаров. I.]
- (R. K.). Das Rätsel der roten Armeekommissäre. II. // Anzeiger Affoltern. — 06.11.1942. — [Загадка красных военных комиссаров. II.]
- (б/п). Er hat's besser...!  Aus dem Tagebuch eines Neidlings // Bülach Dielsdorger Volksfreund. — 21.11.1942. — [Ему живётся лучше…! Из дневника завистника]
- (R. K.). Die Ostfront in Bewegung. I. Die Kaukasusoffensiv // Anzeiger Affoltern. — 30.11.1942. — [Восточный фронт в движении. I. Кавказское наступление]
- (R. K.). Die Ostfront in Bewegung. II. Das strategische Loch // Neue Zürcher Nachrichten. — 02.12.1942. — [Восточный фронт в движении. II. Стратегическая дуга]
- (б/п). Die Partisanenkämpfe im heutigen Russland // Neue Zürcher Nachrichten. — 08.12.1942. — [Партизанская война в сегодняшней России]
- (R. K.). Der russische Kosake // Bischofszeller Zeitung. — 11.12.1942. — [Русский казак]
- (Peter Just.). Was uns die Weihnachtskerzen sagen? // Der Oberthurgauer. — 24.12.1942. — [Что говорят нам рождественские свечи?]
- (Peter Just.). Ernste Jahreswende // Anzeiger Affoltern. — 31.12.1942. — [Безрадостное новолетье]

### 1943
- Die ewigen Grundlagen des Lebens. — Zürich: Aehren Verlag, 1943. — 242 S. — [Вечные основы жизни]. 1-е издание русского варианта под названием «Путь духовного обновления» было издано в 1937 году (Белград), 2-е, дополненное издание — в 1962 году (Мюнхен); по последнему и была напечатана в Собр. соч., Т. 1, С. 37—282.
- Das verschollene Herz. Ein Buch stiller Betrachtungen. — Bern: Verlag Paul Haupt, 1943. — 173 S. — [Замирающее сердце. Книга тихих созерцаний]. Русский вариант — «Поющее сердце» — был издан в 1958 году (Мюнхен); вновь напечатан в Собр. соч. в Т. 3, С. 227—380.
- (Peter Just.). Vom Neid und seiner Ueberwindung // Grenz Post für den Zürichsee und den Kanton Schwyz. — Januar 1943. — [О зависти и её преодолении]
- (R. K.). Russland von der Schweiz aus gesehen // Anzeiger Affoltern. — 01.02.1943. — [Взгляд на Россию из Швейцарии]
- (R. K.). Wie gross ist Russland? // Engadiner Post. — 06.02.1943. — [Как велика Россия?]
- (R. K.). Die russischen Reserven // Anzeiger Affoltern. — 03[?].02.1943. — [Русские резервы]
- (R. K.). Die Riesenschlacht an der Ostfront. I. Der Volkseinsatz // Anzeiger Affoltern. — 08.02.1943. — [Гигантское сражение на восточном фронте. I. Вклад народа]
- (R. K.). Die Riesenschlacht an der Ostfront. II. Die Strategie // Anzeiger Affoltern. — 10.02.1943. — [Гигантское сражение на восточном фронте. II. Стратегия]
- (R. K.). Warum die Sowjets nicht nach Casablanca gingen // Anzeiger Affoltern. — 15.02.1943. — [Почему Советы не поехали в Касабланку]
- (Peter Just.). Die Stunde der Prüfung // Engadiner Post. — 04.03.1943. — [Час испытаний]
- (K. P.). Die englische Arbeiterpartei und die Kommunisten. I. // Neue Zürcher Nachrichten. — 22.03.1943. — [Английская рабочая партия и коммунисты. I.]
- (K. P.). Die englische Arbeiterpartei und die Kommunisten. II. // Neue Zürcher Nachrichten. — 23.03.1943. — [Английская рабочая партия и коммунисты. II.]
- (R. K.). Die Tragödie der Ukraine // Anzeiger Affoltern. — 05.04.1943. — [Трагедия Украины]
- (Peter Just.). Unser Weg // Anzeiger Affoltern. — 07.04.1943. — [Наш путь]
- (R. K.). Nach dem Winterfeldzug im Osten // Anzeiger Affoltern. — 07.04.1943. — [После зимнего похода на востоке]
- (R. K.). Ausblick auf die kommende Sommerkampagne im Osten // Anzeiger Affoltern. — 22.04.1943. — [Перспективы предстоящей летней кампании на востоке]
- (Peter Just.). Das bekämpfte Kapital // Anzeiger Affoltern. — 22.04.1943. — [Капитал под атакой]
- (Peter Just.). Staatskapitalismus und Demokratie. I. // Anzeiger Affoltern. — 30.04.1943. — [Государственный капитализм и демократия. I.]
- (Peter Just.). Staatskapitalismus und Demokratie. II. // Anzeiger Affoltern. — 30.04.1943. — [Государственный капитализм и демократия. II.]
- (R. K.). Die russische Volksseele im Krieg. I. // Anzeiger Affoltern. — 05.05.1943. — [Русская народная душа в войне. I.]
- (R. K.). Die russische Volksseele im Krieg. II. // Anzeiger Affoltern. — 05.05.1943. — [Русская народная душа в войне. II.]
- (Peter Just.). «Bricht der Anker, hält der Mann» // Anzeiger Affoltern. — 14.05.1943. — [«Сломается якорь, удержит человек»]
- (R. K.). Zwei Jahre Ostkrieg // Anzeiger Affoltern. — 25.06.1943. — [Два года войны на востоке]
- (Peter Just.). Was ist Kapital? // Berner Landbote. — 21.07.1943. — [Что такое капитал?]
- (R. K.). Wie groß ist Rußland? Zur neuen Riesenschlacht an der Ostfront // Neue Berner Zeitung. — 21.07.1943. — [Как велика Россия? К новой гигантской битве на восточном фронте]
- (Peter Just.). Privatinitiative - das Schicksal unseres Landes // Anzeiger Affoltern. — 06.08.1943. — [Частная инициатива — судьба нашей страны]
- (P. J.). Dynamik in der Staatsordnung // Aargauische Bauern und Bürgerzeitung. — 12.08.1943. — [Динамика в государственном порядке]
- (R. K.). Ostpolitik aktuell // Badener Tagblatt. — 17.08.1943. — [Текущая восточная политика]
- (P. J.). Kriegswahlen — Freiheitswahlen // Der Emmenthaler. — 01.09.1943. — [Выбор на войне и свободные выборы]
- (Peter Just.). Die totalitäre Politik // Anzeiger Affoltern. — 24.09.1943. — [Тоталитарная политика]
- (б/п). Politische und militärische Kriegführung // Neue Zürcher Nachrichten. — 23.09.1943. — [Политическое и военное руководство на войне]
- (R. K.). Das Schicksal der russischen Kirche // Anzeiger Affoltern. — 29.09.1943. — [Судьба русской церкви]
- (Peter Just.). Politik und Kurpfuscherei // Der Freie Rätier. — 09.10.1943. — [Политика и шарлатанство]
- (б/п). Ist ein russisch-deutscher Kompromiss möglich? // Anzeiger Affoltern. — 18.10.1943. — [Возможен ли русско-немецкий компромисс?]
- (б/п). Die Staatsgrenzen im Osten // Anzeiger Affoltern. — 29.10.1943. — [Границы государств на востоке]
- (Peter Just.). Die Wahlen unsere Pflicht // Der Oberthurgauer. — 30.10.1943. — [Выборы — наш долг]
- (R. K.). Nachklang zur Moskauer Konferenz // Brugger Tagblatt. — 11.11.1943. — [Отзвуки московской конференции]
- (R. K.). Das Einfallstor Balkan // Anzeiger Affoltern. — 17.11.1943. — [Балканы как путь вторжения]
- (R. K.). Die Revolution an der Arbeit // Anzeiger Affoltern. — 26.11.1943. — [Революция за работой]
- (R. K.). Die polnische Tragödie // Anzeiger Affoltern. — 03.12.1943. — [Польская трагедия]
- (P. J.). Europa nach Friedensschluss // Anzeiger Affoltern. — 10.12.1943. — [Европа после заключения мира]
- (P. J.). Europa nach Friedensschluss: Die politische sozialen Schwierigkeiten // Anzeiger Affoltern. — 15.12.1943. — [Европа после заключения мира: политические и социальные трудности]
- (R. K.). Was bedeutet der russisch-tschechische Bündnisvertrag? // Rorschacher Zeitung. — 23.12.1943. — [Что означает договор о русско-чешском союзе?]

### 1944
- Грядущая Россия // День Русского Ребёнка. — Сан-Франциско, 1944. — Вып. XI. — С. 140—142.
- Wesen und Eigenart der Russischen Kultur: Drei Betrachtungen. — Affoltern a. A: Aehren Verlag, 1944. — 2. ergänzte Aufl. — 199 S. — [Сущность и своеобразие русской культуры. Три соображения]. Русский перевод — по 2-му изданию — опубликован в Собр. соч., Т. 6, часть 2, С. 373—513.
- Die freie Idividualität // Sammelwerk «Stimmen aus der Schweiz zu Europas Zukunft» : unter Mitwirkung von Prof. Matthias, Nationalrat Ilg u. a. — Zürich: Verlag Jacques Bollmann <in Kommission>, 1944. — 144 S. — 2. erw. Aufl., Zürich: Bollmann, 1945, 176 S. [Свободная индивидуальность]. Русский перевод — по 12-страничному оттиску из 1-го издания сборника — опубликован в Собр. соч., Т. 9/10, С. 397—411.
- (P. J.). Europa nach dem Kriege: Die Quertreibereien gegen den Wiederaufbau // Zuger Volksblatt. — 10.01.1944. — [Европа после войны. Препятствия восстановлению]
- (Peter Just). «Rechts» und «links» // Zuger Volksblatt. — 12.01.1944. — [«Правое» и «левое»]
- (Peter Just). Einigkeit — der wahre Staatskitt // Berner Landbote. — 22.01.1944. — [Согласием держится государство]
- (R. K.). Den Iden des März entgegen. I. Probleme der deutschen Strategie // Badener Tagblatt. — 29.02.1944. — [Навстречу мартовским идам. I. Проблемы немецкой стратегии]
- (R. K.). Den Iden des März entgegen. II. Die taktischen Möglichkeiten // Badener Tagblatt. — 01.03.1944. — [Навстречу мартовским идам. II. Тактические возможности]
- (H. K.). Tragödie oder Rettung Finnlands? I. // Bischofzeller Zeitung. — 22.02.1944. — [Трагедия или спасение Финляндии? I.]
- (H. K.). Tragödie oder Rettung Finnlands? II. Strategische, geschichtliche, und kulturelle Hintergründe // Schweizerische Bodensee Zeitung. — 23.02.1944. — [Трагедия или спасение Финляндии? II. Стратегический, исторический и культурный фон]
- (R. K.). Der Schlüssel zur russischen Politik // Anzeiger Affoltern. — 18.02.1944. — [Ключ к русской политике]
- (б/п). Literarische Chronik: Wie man Dostojewski lesen soll // Brugger Tagblatt. — 04.03.1944. — [Литературная хроника. Как следует читать Достоевского]
- (Peter Just). Politik als Kunst des Schweigens // Berner Landbote. — 15.03.1944. — [Политика как искусство молчания]
- (H. P.). Probleme der Kriegsliquidation. I. Das Postulat auf «bedingungslose Kapitulation» // Anzeiger Affoltern. — 24.03.1944. — [Проблемы ликвидации войны. I. Постулат «безоговорочной капитуляции»]
- (H. P.). Probleme der Kriegsliquidation. II. // Anzeiger Affoltern. — 24.03.1944. — [Проблемы ликвидации войны. II.]
- (R. K.). Strategische Zwischenbilanz von der Ostfront. I. Die national-russische Erhebung // Berner Landbote. — 18.03.1944. — [Предварительный стратегический отчёт с восточного фронта. I. Национально-русское духовное возрождение]
- (R. K.). Strategische Zwischenbilanz von der Ostfront. II. Opfer und Aussichten // Berner Landbote. — 22.03.1944. — [Предварительный стратегический отчёт с восточного фронта. II. Жертва и виды на будущее]
- (б/п). Die neue russische Emigrationswelle // Anzeiger Affoltern. — 06.04.1944. — [Новая волна русской эмиграции]
- (Peter Just). Ueber die Verräter // Anzeiger Affoltern. — 11.04.1944. — [О предателях]
- (Peter Just). Macht oder Recht in der künftigen Weltordnung? // Engadiner Post. — 20.04.1944. — [Сила или правда в грядущем мировом порядке?]
- (Peter Just). Die Allmacht des Staates // Sarganserländische Volkszeitung. — 05.05.1944. — [Всесилие государства]
- (б/п). Der Russe von heute // Anzeiger Affoltern. — 08.05.1944. — [Русский человек сегодня]
- (б/п). Ein tragisches Schicksal // Anzeiger Affoltern. — 25.05.1944. — [Трагическая судьба]
- (Peter Just). Dienen oder herrschen? // Grenz Post für den Zürich See und den Kanton Schwyz. — 02.06.1944. — [Служить или господствовать?]
- (R. K.). Volksseele und Boden. Ein Problem des moralischen Kriegspotentials. I. // Brugger Tagblatt. — 12.06.1944. — [Народная душа и почва. Проблема морального военного потенциала. I.]
- (R. K.). Volksseele und Boden. Ein Problem des moralischen Kriegspotentials. II. // Brugger Tagblatt. — 13.06.1944. — [Народная душа и почва. Проблема морального военного потенциала. II.]
- (K. P.). Warum die Invasion kommen mußte // Badener Tagblatt. — 14.06.1944. — [Почему вторжение должно было произойти]
- (R. K.). Die Ostfront kommt in Bewegung // St. Galler. — 17.06.1944. — [Восточный фронт приходит в движение]
- (R. K.). Finnische Tragödie? // Bündner Tagblatt. — 23.06.1944. — [Финская трагедия?]
- (K. P.). Die Kriegsdauer // Anzeiger Affoltern. — 28.06.1944. — [Длительность войны]
- (Peter Just). Die Kunst der Freiheit // Anzeiger Affoltern. — 30.06.1944. — [Искусство свободы]
- (б/п). Krieg und Humanität // Schaffhauser Bauer. — 05.07.1944. — [Война и человечность]
- (P. J.). Die Pflichten des Politikers // Schaffhauser Bauer. — 07.07.1944. — [Долг политика]
- (R. K.). Die Zivilbevölkerung im Kriege // Aargauische Bauern und Bürgerzeitung. — 08.07.1944. — [Гражданское население в войне]
- (Peter Just). Demokratie und Mittelstand // Anzeiger Affoltern. — 21.07.1944. — [Демократия и средний класс]
- (б/п). Volk und Krieg // Walliser Bote. — 21.07.1944. — [Народ и война]
- (R. K.). Strategische Entwicklung im Osten: Rückblick und Ausblick. I. // Basellandschaftliche Zeitung. — 22.07.1944. — [Стратегические сдвиги на востоке. Взгляд на прошлое и перспективы на будущее. I.]
- (R. K.). Strategische Entwicklung im Osten: Rückblick und Ausblick. II. // Bischofszeller Zeitung. — 22.07.1944. — [Стратегические сдвиги на востоке. Взгляд на прошлое и перспективы на будущее. II.]
- (Peter Just). Politik und Grausamkeit // Anzeiger Affoltern. — 26.07.1944. — [Политика и жестокость]
- (б/п). Polen wird befreit // Schaffhauser Bauer. — 31.07.1944. — [Освобождают Польшу]
- (б/п). Wesen und Werden politischer Verschwörungen // Anzeiger Affoltern. — 18.08.1944. — [Сущность и развитие политических конспираций]
- (R. K.). Deutschland zwischen West und Ost. Sorgen und Entwicklungsmöglichkeiten // Engadiner Post. — 12.08.1944. — [Германия между западом и востоком. Опасения и возможные пути развития]
- (R. K.). Deutschland zwischen West und Ost. Schluß // Berner Landbote. Oberaargauisches Volksblatt. — 16.08.1944. — [Германия между западом и востоком. Окончание]
- (б/п). Der deutsche Alltag // Oberländer Anzeiger. St. Gallen Graubünden. — 30.08.1944. — [Повседневная жизнь в Германии]
- (б/п). Tragisches Geschick der Zwangsarbeiter aus dem Osten // Neues Winterthurer Tagblatt. — 01.09.1944. — [Трагическая участь «остарбайтеров»]
- (Peter Just). Vom gegenseitigen Vertrauen // Anzeiger Affoltern. — 11.09.1944. — [Об обоюдном доверии]
- (R. K.). Was ist Kollaborationismus? // Zuger Volksblatt. — 22.09.1944. — [Что такое коллаборационизм?]
- (R. K.). Die neue strategische Wendung. 1. Raum und Zeit // Anzeiger Affoltern. — 30.09.1944. — [Новый стратегический поворот. 1. Пространство и время]
- (R. K.). Die neue strategische Wendung. 2. Rohstoffe und Reserven // Anzeiger Affoltern. — 06.10.1944. — [Новый стратегический поворот. 2. Сырьё и резерв]
- (R. K.). Europas Schicksal und der Ferne Osten. Eine strategische Betrachtung. I. // Volkszeitung des Bezirks Pfäffikon. — 18.10.1944. — [Судьба Европы и Дальний Восток. Стратегическое рассмотрение. I]
- (R. K.). Europas Schicksal und der Ferne Osten. Eine strategische Betrachtung. II. // Anzeiger Affoltern. — 16.10.1944. — [Судьба Европы и Дальний Восток. Стратегическое рассмотрение. II]
- (Peter Just). Politische Vorurteile // Oberländer Anzeiger. — 13.10.1944. — [Политические предубеждения]
- (б/п). Wer ist «Kriegsverbrecher»? // Der Freisinnige [Wetzikon]. — 20.10.1944. — [Кто является «военным преступником»?]
- (K. P.). Luftbombardement und Völkerrecht // Brugger Tagblatt. — 27.10.1944. — [Бомбардировка с воздуха и международное право]
- (б/п). Der russische Fremdkörper in Deutschland // Bündner Tagblatt. — 28.10.1944. — [Русские «чужеродные тела» в Германии]
- (б/п). Der Druck von Osten nach Westen. I. // Anzeiger Affoltern. — 03.11.1944. — [Напор с востока на запад. I.]
- (б/п). Der Druck von Osten nach Westen. II. // Anzeiger Affoltern. — 03.11.1944. — [Напор с востока на запад. II.]
- (б/п). Geiselsystem und Völkerrecht // Anzeiger Affoltern. — 17.11.1944. — [Взятие заложников и международное право]
- (Peter Just). Die Schweiz zwischen zwei totalitären Systemen // Anzeiger Affoltern. — 17.11.1944. — [Швейцария между двумя тоталитарными системами]
- (K. P.). Ahndung der Kriegsverbrecher // Anzeiger Affoltern. — 01.12.1944. — [Наказание военных преступников]
- (R. K.). Sowjetrussland im Endkampf // Anzeiger Affoltern. — 01.12.1944. — [Советская Россия в окончательной фазе войны]
- (Peter Just). Die Schweiz profaschistisch? // Anzeiger Affoltern. — 06.12.1944. — [Сочувствует ли Швейцария фашизму?]
- (R. K.). Die russische Reserven von heute // Der Wehnthaler. — 06.12.1944. — [Русский резерв на сегодняшний день]
- (б/п). Gedanken zur «Partei der Arbeit». Schmerzliche Eindrücke eines Außenstehenden // Volkszeitung des Bezirkes Pfäffikon. — 11.12.1944. — [Мысли по поводу «рабочей партии». Тягостные впечатления внешнего наблюдателя]
- (K. P.). Der loyale Partner // Anzeiger Affoltern. — 18.12.1944. — [Верный партнёр]
- (Peter Just). Weihnachtsfeier im Weltleiden // Anzeiger Affoltern. — 22.12.1944. — [Рождественское торжество посреди всемирного страдания]
- (Peter Just). Wohlan denn, ins neue Jahr! // Berner Landbote. — 30.12.1944. — [Итак, вперёд, навстречу новому году!]

### 1945
- Blick in die Ferne. Ein Buch der Einsichten und der Hoffnungen. — Affoltern a. A.: Aehren Verlag, 1945. — 320 S. — [Взгляд вдаль. Книга размышлений и упований]. Русский перевод опубликован в Собр. соч., Т. 8, С. 343—564.
- б/п. Demokratie in den Augen der Sowjets // Anzeiger Affoltern. — 05.01.1945. — [Демократия, как её видят советы]
- K.P. Der Bürgerkrieg in Griechenland // Anzeiger Affoltern. — 17.01.1945. — [Гражданская война в Греции]
- б/п. Diplomatie gestern und heute // Anzeiger von Uster. — 23.01.1945. — [Дипломатия вчера и сегодня]
- б/п. Die Partisanenpolitik // Anzeiger Affoltern. — 26.01.1945. — [Политика партизан]
- (R. K.). Neue Geschichtspunkte der Oststrategie // Anzeiger Affoltern. — 07.02.1945. — [Новые аспекты восточной стратегии]
- K.P. Ueberschätzung und Unterschätzung in der Strategie // Berner Landbote. — 14.02.1945. — [Переоценка и недооценка в стратегии]
- (R. K.). Die Gewerkschaftsinternationale an der Arbeit // Der Freie Rätier. — 21.02.1945. — [Международный профсоюз за работой]
- (R. K.). Kirchliche Wandlung im Sowjetstaat? // Brugger Tagblatt. — 22.02.1945. — [Церковные изменения в советском государстве?]
- (Peter Just.). Der Einpartei Staat // Anzeiger Affoltern. — 23.02.1945. — [Однопартийное государство]
- б/п. Die «Wlassow Bewegung» // Luzerner Neueste Nachrichten. — 20.03.1945. — [«Власовское движение»]
- (Peter Just.). Das Recht auf Wahrheit // Volkszeitung aus dem Bezirk Andelfinger. — 23.03.1945. — [Право на истину]
- б/п. Das Schicksal der Mittel- und Kleinstaaten. 1. Oestliche Ankündigungen // Neue Zürcher Nachrichten. — 04.04.1945. — [Судьба государств средней и малой величины. 1. Вести с востока]
- б/п. Das Schicksal der Mittel- und Kleinstaaten. 2. Was will man von uns? // Neue Zürcher Nachrichten. — 05.04.1945. — [Судьба государств средней и малой величины. 2. Чего же хотят от нас?]
- K.P. Friedensaussichten // Anzeiger Affoltern. — 06.04.1945. — [Виды на мир]
- (R. K.). Nationalkrieg und Parteikrieg. Aktuelle Betrachtungen vom Kriegsgeschehen in Deutschland. I. Rückblick // Anzeiger Affoltern. — 11.04.1945. — [Война национальная и война партийная. Свежие наблюдения о военных событиях в Германии. I. Взгляд на прошлое]
- (R. K.). Nationalkrieg und Parteikrieg. Aktuelle Betrachtungen vom Kriegsgeschehen in Deutschland. II. Ausblick // Anzeiger Affoltern. — 13.04.1945. — [Война национальная и война партийная. Свежие наблюдения о военных событиях в Германии. II. Перспективы на будущее]
- (R. K.). Ein neuer Hitlermythos? // Berner Landbote. — 16.05.1945.. — [Новый миф о Гитлере?]
- (R. K.). Europa unter zwei Besetzungen // Bischofszeller Zeitung. — 17.05.1945. — [Европа под двумя оккупациями]
- (R. K.). Bedeutung und Schicksal der Parteiarmee // Brugger Tagblatt. — 23.05.1945. — [Значение и судьба партийной армии]
- (R. K.). Hat Polen den Krieg gewonnen? // Burgdorfer Tagblatt. — 27.05.1945. — [Выиграла ли войну Польша?]
- K.P. Vollendete Tatsachen // Anzeiger Affoltern. — 01.06.1945. — [Свершившиеся факты]
- K.P. Das «Rätsel» der Sowjetpolitik // Der Freie Fätier [Chur]. — 13.06.1945. — [Мнимая загадка советской политики]
- (P. J.). Warum wir den totalen Staat ablehnen // Anzeiger Affoltern. — 15.06.1945. — [Почему мы отвергаем тоталитарное государство]
- б/п. Die Justiz der totalitären Staaten. Zum politischen Polen Prozeß in Moskau // Amriswiler Anzeiger. — 25.06.1945. — [Правосудие тоталитарных государств. Замечания к польскому политическому процессу в Москве]
- б/п. Warum verlor Deutschland den Krieg? I. Diplomatische und politische Gründe // Urner Wochenblatt. — 30.06.1945. — [Почему Германия проиграла войну? I. Причины дипломатические и политические]
- б/п. Warum verlor Deutschland den Krieg? II. Wirtschaft und Strategie // Urner Wochenblatt. — 04.07.1945. — [Почему Германия проиграла войну? II. Экономика и стратегия]
- (R. K.). Der neue Nervenkrieg // Anzeiger Affoltern. — 27.07.1945. — [Новое нервное напряжение]
- (R. K.). Gegensätze in der Siegerallianz // Neues Winterthurer Tagblatt. — 28.07.1945. — [Противоречия в союзе победителей]
- (R. K.). Schwierigkeiten der Siegerallianz II. Weltpolitische Linien und Schittpunkte // Langenthaler Tagblatt. — 30.07.1945. — [Трудности в союзе победителей II. Линии и пересечения мировой политики]
- (P. J.). Das betäubte Europa // Engadiner Post. — 14.08.1945. — [Оглушённая Европа]
- (R. K.). Atombombe und Weltkultur. Es geht um die Existenz der Menschheit schlechthin // Badner Tagblatt. — 21.08.1945. — [Атомная бомба и мировая культура. Дело идёт о существовании человечества как такового]
- K.P. Unrecht’ Gut gedeiht nicht // Anzeiger Affoltern. — 24.08.1945. — [Неправое добро не приносит плодов]
- (R. K.). Sowjetunion, Japan, und China // Anzeiger Affoltern. — 29.08.1945. — [Советский Союз, Япония и Китай]
- K.P. England unter der Labourregierung // Bündner Tagblatt. — 24.09.1945. — [Англия под властью лейбористов]
- б/п. Das Schicksal der kriegsgefangenen Russen in Deutschland // Anzeiger des Bezirkes Horgen. — 21.09.1945. — [Судьба русских военнопленных в Германии]
- K.P. Das Recht der Kleinstaaten // Anzeiger Affoltern. — 21.09.1945. — [Право малых государств]
- K.P. Die Weltpolitik der Sowjets. I. // Anzeiger Affoltern. — 28.09.1945. — [Мировая политика советов]
- K.P. Die Weltpolitik der Sowjets. II. // Anzeiger Affoltern. — 01.10.1945. — [Мировая политика советов. II.]
- K.P. Westeuropäische Entwicklung nach dem Kriege // Aargauer Volksblatt. — 22.10.1945. — [Развитие Западной Европы после войны]
- K.P. Die Tragödie der Kleinstaaten // Engadiner Post. — 30.10.1945. — [Трагедия малых государств]
- (P. J.). Es wurde uns befohlen… // Anzeiger Affoltern. — 02.11.1945. — [Нам было приказано…]
- б/п. Rußland und die Kirche // Anzeiger Affoltern. — 06.11.1945. — [Россия и церковь]
- б/п. Der eiserne Vorhang // Anzeiger Affoltern. — 14.11.1945. — [Железный занавес]
- K.P. Der Ostwind lässt nach // Anzeiger Affoltern. — 23.11.1945. — [Ветер с востока теряет силу]
- б/п. Europa oder Asien? // Anzeiger Affoltern. — 30.11.1945. — [Европа или Азия?]
- (P. J.). Europa braucht Zivilcourage // Brugger Tagblatt. — 06.12.1945. — [Европа нуждается в гражданском мужестве]
- K.P. Der Wandel im Osten // Anzeiger Affoltern. — 24.12.1945. — [Перемены на востоке]
- б/п. Geschenk und Liebe // Der Freisinnige. Wetzikon. — 20.12.1945. — [Подарок и любовь]

### 1946
- Кризис безбожия. — Берлин, 1946. — [Брошюра напечатана с отступлением от первоначального авторского текста].
- Культура сердца. Светлой памяти Протопресвитера Отца Сергия Орлова // Листок православных приходов в Швейцарии. — Женева, 1946. — № 13. — С. 4—5.
- Die Philosophie Hegels als kontemplative Gotteslehre. — Bern: Verlag A. Francke AG, 1946. — 432 S. — [Философия Гегеля как созерцательное учение о Боге]. Переработанный вариант двухтомной работы Ильина «Философия Гегеля как учение о конкретности Бога и человека» (Москва, 1918).
- (б/п). Uniformiertes Europa // Engadiner Post. — 05.01.1946. — [Европа в военной форме]
- (K. P.). Amerika und Europa // Anzeiger Affoltern. — 14.01.1946. — [Америка и Европа]
- (K. P.). Kampf um die Demokratie // Anzeiger Affoltern. — 18.01.1946. — [Борьба за демократию]
- (б/п). Die Taktik des Weltkommunismus // Anzeiger Affoltern. — 28.01.1946. — [Тактика мирового коммунизма]
- (P. J.). Was wir ablehnen // Anzeiger Affoltern. — 08.02.1946. — [Что мы отвергаем]
- (б/п). Warum es so prompt klappte. Die Wahlen in der «Sowjet Demokratie» // Badener Tagblatt. — 19.02.1946. — [Почему это так быстро получилось. Выборы в «советской демократии»]
- (R. K.). Hitler als Stratege // Anzeiger Affoltern. — 20.02.1946. — [Гитлер как стратег]
- (б/п). Nachrichten aus dem Fernen Osten // Engadiner Post. — 05.03.1946. — [Сведения с Дальнего Востока]
- (б/п). Die Strömungen der russischen Emigration // Bülach Dielsdorfer Volksfreund. — 14.03.1946. — [Потоки русской эмиграции]
- (K. P.). Die Extreme berühren sich // Anzeiger Affoltern. — 20.03.1946. — [Крайности сходятся]
- (б/п). Die Linksparteien unter sich // Bieler Tagblatt. — 25.04.1946. — [Отношения левых партий друг с другом]
- (б/п). Im englischen Alltag // Der Freie Räter. — 29.04.1946. — [Из повседневной жизни в Англии]
- (б/п). Der europäische Aufbau und seine Widersacher // Toggenburger Tagblatt. Flawil.. — 14.05.1946. — [Восстановление Европы и его противники]
- (б/п). «Legalisierung des Schwarzhandels» // Anzeiger Affoltern. — 24.05.1946. — [«Легализация чёрного рынка»]
- (K. P.). Der deutsche Revanche Gedanke: Bericht aus Deutschland // Anzeiger Affoltern. — 19.06.1946. — [Немецкий реваншизм. Сообщение из Германии]
- (K. P.). Der Nervenkrieg geht weiter // Anzeiger Affoltern. — 21.06.1946. — [Нервное напряжение усугубляется]
- (б/п). Wie stark ist die russische Besatzungsarmee in Europa? // Willisauer Volksblatt. — 06.1946. — [Как сильна русская оккупационная армия в Европе?]
- (б/п). Wie lebte der russische Arbeiter im Krieg? // Brugger Tagblatt. — 28.06.1946. — [Как жил русский рабочий во время войны?]
- (P. J.). Die Gegenwart als Produkt menschlicher Rücksichtslosigkeit // Badener Tagblatt. — 06.07.1946. — [Настоящее как продукт человеческого безрассудства]
- (R. K.). Die neuralgischen Punkte der Strategie // Bieler Tagblatt. — 11.07.1946. — [Невралгические точки стратегии]
- (K. P.). Es geht um England // Brugger Tagblatt. — 22.07.1946. — [Англия в опасности]
- (б/п). Die Haltung der russischen Emigration // Anzeiger Affoltern. — 26.07.1946. — [Поведение русской эмиграции]
- (б/п). Demoktratie oder «diktatorische Demokratie»? I. // Anzeiger Affoltern. — 09.08.1946. — [Демократия или «диктаторская демократия»? I.]
- (б/п). Demoktratie oder «diktatorische Demokratie»? I. // Anzeiger Affoltern. — 09.08.1946. — [Демократия или «диктаторская демократия»? II.]
- (б/п). Die Zukunft der deutschen Jugend // Berner Landbote. — 13.08.1946. — [Будущее немецкой молодёжи]
- (б/п). Das iranische Oel // Anzeiger Affoltern. — 16.08.1946. — [Иранская нефть]
- (б/п). Reiseeindrücke aus Deutschland // Bündner Post. — 23.08.1946. — [Путевые впечатления из Германии]
- (K. P.). Wie läßt sich die Welt befrieden? // Anzeiger Affoltern. — 06.09.1946. — [Каким образом мир позволит себя замирить?]
- (б/п). Die neue Rote Armee // Anzeiger Affoltern. — 12.09.1946. — [Новая красная армия]
- (б/п). Die Schulung zur Revolution // Anzeiger Affoltern. — 27.09.1946. — [Тренировка для революции]
- (б/п). Mensch und Technik: Ein brennendes Gegenwartsproblem // Davoser Zeitung. — 05.10.1946. — [Человек и техника. Жгучая проблема современности]
- (K. P.). Das Recht der kleinen Staaten // Anzeiger Affoltern. — 25.10.1946. — [Право малых государств]
- (б/п). Was geht in Rußland vor? // Anzeiger Affoltern. — 25.10.1946. — [Что происходит в России?]
- (K. P.). Das Rätsel des totalitären Staates // Anzeiger Affoltern. — 30.10.1946. — [Загадка тоталитарных государств]
- (б/п). Verstaatlichung der Schriftsteller // Anzeiger Affoltern. — 08.11.1946. — [Огосударствление писателей]
- (K. P.). Europa unter Terror // Anzeiger Affoltern. — 22.11.1946. — [Европа под террором]

### 1947
- (С<тарый> П<олитик>). о Церкви в СССР. — Париж, 1947. — [Брошюра вышла с кратким предисловием В. Карташева. Ему же принадлежит и название на обложке с необычным строчным «о»; текст Ильина озаглавлен иначе: «О советской Церкви».]
- СОВѢТСКІЙ СОЮЗЪ — НЕ РОССІЯ. (Памятные тезисы). — 1947 г.
- Der Sowjet-Staat ist nicht Rußland / Thesen pro memoria, anonyme Broschüre, o. O. und J. — 35 с. — [Советский Союз — не Россия. Немецкий вариант одноимённой брошюры, опубликованной анонимно по-русски в 1947 году, затем переопубликованной без имени автора в Сан-Пауло (издательство «Русский очаг», 1949 год); вновь напечатана в Собр. соч., Т. 7, С. 321—358].
- О Божьей Ткани // День Русского Ребёнка. — Сан-Франциско, 1947. — Вып. XIV. — С. 167—168.
- Потерянный День // День Русского Ребёнка. — Сан-Франциско, 1947. — Вып. XIV. — С. 177—178.
- Без любви. Из письма к сыну // Православная Русь. — Женева, 1947. — № 20.

### 1948
- [Отзыв о XIV-ом выпуске] // День Русского Ребёнка. — Сан-Франциско, 1948. — Вып. XV. — С. 14.
- Иван Сергеевич Шмелёв // День Русского Ребёнка. — Сан-Франциско, 1948. — Вып. XV. — С. 46—50.
- Вера в Россию // День Русского Ребёнка. — Сан-Франциско, 1948. — Вып. XV. — С. 122—125.
- О религиозной свободе и религиозных гонениях // День Русского Ребёнка. — Сан-Франциско, 1948. — Вып. XV. — С. 218—221.

### 1949
- Советский Союз не Россия. — Сан-Пауло, 1949.
- Без свободы // Возрождение. — Париж, 1949. — Сент.—окт. — Кн. 5. — С. 7.
- 106. Россия и Европа: Рецензия на книгу А. von Schelting, Russland und Europa im russischen Geschichtsdenken // Возрождение. — Париж, 1949. — Сент.—окт. — Кн. 5. — С. 171—173.
- Что нам делать? // День Русского Ребёнка. — Сан-Франциско, 1949. — Вып. XVI. — С. 41—45.
- Пушкин в жизни. 1799—1837 // День Русского Ребёнка. — Сан-Франциско, 1949. — Вып. XVI. — С. 48—58.
- Наша ответственность // День Русского Ребёнка. — Сан-Франциско, 1949. — Вып. XVI. — С. 165.
- Священная мечта нашего сердца // День Русского Ребёнка. — Сан-Франциско, 1949. — Вып. XVI. — С. 166.

## 1950-е

### 1950
- Отзыв проф. д-pa И. А. Ильина // День Русского Ребёнка. — Сан-Франциско, 1950. — Вып. XVII. — С. 5.
- О пастырском призвании // День Русского Ребёнка. — Сан-Франциско, 1950. — Вып. XVII. — С. 97—100.
- Борьба за Россию // День Русского Ребёнка. — Сан-Франциско, 1950. — Вып. XVII. — С. 124.

### 1951
- Основы христианской культуры (в сокращённом и вольном конспективном изложении). — Мюнхен, 1951. — 45 с.
- (Отзыв о XVII выпуске) // День Русского Ребёнка. — Сан-Франциско, 1951. — Вып. XVIII. — С. 3—4.
- О русском крестьянстве // День Русского Ребёнка. — Сан-Франциско, 1951. — Вып. XVIII. — С. 150.
- Праведный народ (Древнее сказание) // День Русского Ребёнка. — Сан-Франциско, 1951. — Вып. XVIII. — С. 228—231.

### 1952
- Огни личной жизни // Вестник РСХД. — Париж, 1952. — Кн. 5. — Сент.—окт. — С. 2.
- О XIII-ом выпуске // День Русского Ребёнка. — Сан-Франциско, 1952. — Вып. XIX. — С. 12—13.
- Мировая политика Русских Государей // День Русского Ребёнка. — Сан-Франциско, 1952. — Вып. XIX. — С. 186—191.
- Советская власть обречена (о Русском Национальном Деле) // День Русского Ребёнка. — Сан-Франциско, 1952. — Вып. XIX. — С. 219—220.
- Жизнь без Святыни // День Русского Ребёнка. — Сан-Франциско, 1952. — Вып. XIX. — С. 261—265.

### 1953
- Аксиомы религиозного опыта. Исследование. — Париж, 1953. — Т. 1. — 310 с.
- Аксиомы религиозного опыта. Исследование. — Париж, 1953. — Т. 2. — 309 с.
- О силе суждения // Обновлённая Россия : Сборник. — Франкфурт-на-Майне: Посев, 1953.
- Отзыв о XIX-ом выпуске журнала «День Русского Ребёнка» // День Русского Ребёнка. — Сан-Франциско, 1953. — Вып. XX. — С. 6—8.
- (Б/п). О Православии и Католичестве // День Русского Ребёнка. — Сан-Франциско, 1953. — Вып. XX. — С. 165—172.
- О частной собственности // День Русского Ребёнка. — Сан-Франциско, 1953. — Вып. XX. — С. 213—230.
- (Б/п). О возрождении России // День Русского Ребёнка. — Сан-Франциско, 1953. — Вып. XX. — С. 232—235.
- (Б/п). Какие выборы нужны России // День Русского Ребёнка. — Сан-Франциско, 1953. — Вып. XX. — С. 238—240.

### 1954
- О русском враче // День Русского Ребёнка. — Сан-Франциско, 1954. — Вып. XXI. — С. 159—165.
- Учитесь держать ответ! Против легкомысленного всезнайства // День Русского Ребёнка. — Сан-Франциско, 1954. — Вып. XXI. — С. 200—202.
- Die freie Individualitat, Aufsatz im Sammelwerk «Stimmen aus der Schweiz zu Europas Zukunft» // hrsg. unter Mitarbeit von Mattias, Iljin, Ilg u. a. Kommissions. — Zurich, o. J.: Verlag 1. Bollmann, 1954. — [Свободная индивидуальность, сочинение в сборнике «Голоса из Швейцарии по поводу будущего Европы»]
- Gogol, der grosse russische Satyriker, Romantiker und Lebensphilosoph. — 1954. — [Гоголь, великий русский сатирик, романтик и философ жизни. Рукопись хранится в архиве проф. Ильина № 194, микрофильм № 4, документ № 34. Не опубликовано].
- Автобиографический немецкий «Меморандум». — 1954. — [архив Ильина, № 191, микрофильм № 1, документ № 1, раздел 1, пункты А и С. Не опубликовано].

## Посмертно

### 1955
- «О демонизме и сатанизме» // День Русского Ребёнка. — Сан-Франциско, 1955. — Вып. XXII. — С. 14—18.
- О зависти // День Русского Ребёнка. — Сан-Франциско, 1955. — Вып. XXII. — С. 163—172.
- (Б/п). О предметности и продажности // День Русского Ребёнка. — Сан-Франциско, 1955. — Вып. XXII. — С. 186—189.
- О монархе // Известия высшего монархического совета. — Берлин, 1955. — Июль. — № 13.

### 1956
- Наши задачи. Статьи 1948—1954 гг. — Париж: Издание Русского Обще-Воинского Союза, 1956. — Т. 1. — 346 с.
- Наши задачи. Статьи 1948—1954 гг. — Париж: Издание Русского Обще-Воинского Союза, 1956. — Т. 2. — 337 с.
- Белая идея // Наши задачи. — Париж, 1956. — Т. 2. — С. 667—676.
- О сущности правосознания. — Мюнхен, 1956. — 223 с. — [Публикация Н. Н. Ильиной].
- Художество Шмелёва // Памяти И. C. Шмелёва : Сборник. — Мюнхен, 1956. — С. 78.
- Кризис безбожия // Православное дело : Сборник. — Женева, б. д. <после 1956>. — № 2. — С. 3—18.

### 1957
- Путь к очевидности. — Мюнхен, 1957. — 155 с. — [Публикация Н. Н. Ильиной].

### 1958
- Поющее сердце. Книга тихих созерцаний. — Мюнхен, 1958. — 154 с. — [Публикация Н. Н. Ильиной].

### 1959
- О тьме и просветлении. Книга художественной критики. Бунин — Ремизов — Шмелёв. — Мюнхен, 1959. — 196 с. — [Публикация Н. Н. Ильиной]

### 1962
- Путь духовного обновления. — Второе дополненное издание. — Мюнхен, 1962. — 296 с. — [Публикация Н. Н. Ильиной].

### 1972
- Мережковский — художник. // Русская литература в эмиграции Сборник. -Питтсбург, 1972. — C. 178—190. (Публикация Н. П. Полторацкого).

### 1973
- Русские писатели, литература и художество. Сборник статей, речей и лекций. II Издание Русского книжного дела в США. — Вашингтон, 1973. — 285 c. (Редакция, предисловие и примечания Н. П. Полторацкого).

### 1977
- Праведный народ (древнее сказание). // Новый журнал. — Нью-Йорк, 1977. — Кн. 129. Дек.
- Потерянный день. // Голос зарубежья. — Мюнхен — Сан-Франциско, 1977. — № 6.
- 1978 О монархии. // Русское возрождение. — Нью-Йорк — Москва — Париж, 1978. — № 1. — C. 189—228; № 2. — с. 186—231; № 3. — C. 135—180; № 4. — C. 114—171. (Публикация Н. П. Полторацкого).
- Идеи ранга. // Русский путь. — Париж, 1978. — № 2. — с. 18—21.

### 1979
- О монархии и республике. // Содружество. — Нью-Йорк, 1979. — 329 c. (Публикация Н. П. Полторацкого).
- О демонизме и сатанизме. // Русское возрождение. — Нью-Йорк — Москва — Париж, 1979. — № 7—8. — с. 251—261. (Публикация Н. П. Полторацкого).

### 1983
- Что нам делать? (к 100 -летию со дня рождения И. А. Ильина. 1883—1954). // Вестник РХД. — Париж, 1983. — № 139. — C. 97—102.
- О революции // Русское возрождение. — Нью-Йорк — Москва — Париж, 1983. — № 23. — C. 4—119 (Публикация Н. П. Полторацкого).

### 1984
- О сопротивлении злу силой (Лекция, прочитанная для русской молодёжи в Риге 9 марта 1931 г.) // Вече. — 1984. — № 16. — С. 11—34. — [Публикация Н. П. Полторацкого]
- О религиозном кризисе наших дней // Русское возрождение. — Нью-Йорк — Москва — Париж, 1984. — № 27—28. — С. 15—50. — [Публикация Н. П. Полторацкого]

### 1985
- Мировые причины русской революции. Кризис религиозный. (1 лекция). // Вече. — Мюнхен, 1985. — № 17. — C. 41—57 (Публикация Н. П. Полторацкого).
- Мировые причины русской революции. Кризис правосознания. (2 лекция). // Вече. — Мюнхен, 1985. — № 18. — C. 5—19. (Публикация Н. П. Полторацкого).
- Мировые причины русской революции. Большевицкое правосознание. (3 лекция). // Вече. — Мюнхен, 1985. — № 19. — с. 7—21. (Публикация Н. П. Полторацкого).
- Мировые причины русской революции. Кризис идеи собственности. (4 лекция). // Вече. — Мюнхен, 1985. — № 20. — с. 13—36. (Публикация Н. П. Полторацкого).

### 1986
- Мировые причины русской революции. Заключение. // Вече. — Мюнхен, 1986. — № 21. — C. 7—10. (Публикация Н. П. Полторацкого).
- [Цитаты]. // Вече. — Мюнхен, 1986.- № 21. — C. 236—237.
- Письма И. А. Ильина к П. Б. Струве. // Записки русской академической группы в США. — Нью-Йорк, 1986. — Т XIX. — C. 205—372. (Предисловие и публикация Н. П. Полторацкого)

### 1988
- Кризис безбожия. // Чикаго, 1988 — 32 c. (Публикация Н. П. Полторацкого).
- О чувстве ответственности. // Сб. «Выбор». — М., 1988. — № 5. — Июль-сент. — C. 223—231.
- О возрождении России. // Сб. «Выбор». — М., 1988. — № 6. — Окт.-дек. — C. 151—163.

### 1989
- О русском народе (фрагмент из брошюры «О России», София, 1934 г.); О возрасте (фрагмент из книги «Поющее сердце»). // Театральная жизнь. — М., 1989. — № 20. — C. 22—23. (Публикация Б. Н. Любимова).
- Духовный смысл сказки. // Студенческий меридиан. — М., 1989. — № 2. — C. 24—30.

### 1991
- О грядущей России. Избранные статьи. под ред. Н. П. Полторацкого. — Джорданвилл (Н.-Й.), Св.-Троицкий монастырь, 1991., 368 с.
- О России. — М.: Студия Тритэ, 1991. — 32 с., 100 000 экз.
- О русском национализме. — Новосибирск, Рус. архив, 1991. — 134 с., 15 000 экз.
- Творческая идея нашего будущего. — Новосибирск, Рус. архив, 1991. — 32 с., 20 000 экз.
- О тьме и просветлении. — М.: Скифы, 1991. — 212 с., 11 000 экз.

### 1992
- Наши задачи. В 2-х томах. — М.: Рарог, 1992.
- Что сулит миру расчленение России. — М.: Пересвет, 1992. — 64 с., 200 000 экз.

### 1993

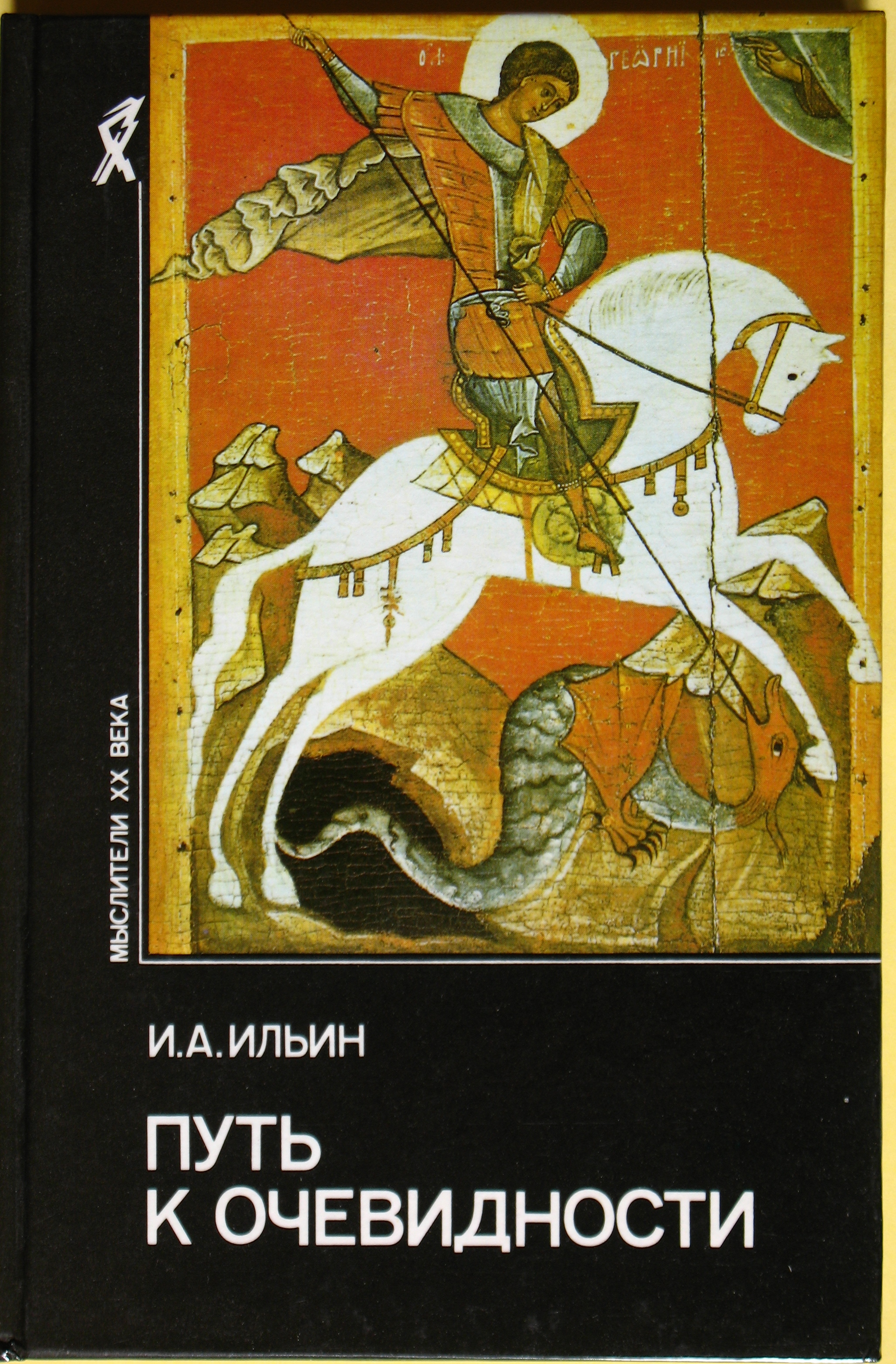
Ильин в серии «Мыслители 20 века». 1993

- О грядущей России. Избранные статьи. под ред. Н. П. Полторацкого. — М.: Воениздат, 1993. — 368 с., 30 000 экз. (Серия: Редкая книга).
- Сочинения в двух томах. / Вступит. статья, составление, подготовка текста, примечания Ю. Т. Лисицы. Т. 1. — М.: Московский философский фонд. Издательство «Медиум», 1993. — 510 с., 10 000 экз.
- Собрание сочинений: в 10 т. Т. 1, Т. 2. Ч.1., Т. 2. Ч. 2. — М.: Русская книга, 1993
- Аксиомы религиозного опыта. — М.: ТОО «Рарог», 1993. — 448 с., 25 000 экз.
- О сущности правосознания. — М.: ТОО «Рарог», 1993. — 236 с.
- О грядущей России. — Казань: Лиана, 1993. — 366 с., 10 000 экз.
- Одинокий художник. — М.: Искусство, 1993. — 348 с., 25 000 экз.
- Путь к очевидности. — М.: Республика, 1993. — 432 с., 35 000 экз.

### 1994
- Собрание сочинений: в 10 т. Т. 3, Т. 4. — М.: Русская книга, 1994
- Сочинения в двух томах. / Вступит. статья, составление, подготовка текста, примечания Ю. Т. Лисицы. Т. 2. — М.: Московский философский фонд. Издательство «Медиум», 1994. — 576 с., 7 000 экз.
- Наши задачи. — Волгоград, ВТУ, 1994. — 96 с., 5 000 экз.
- Философия Гегеля как учение о конкретности Бога и человека. — СПб.: Наука, 1994. — 542 с., 15 050 экз.

### 1995
- Собрание сочинений: в 10 т. Т. 5. — М.: Русская книга, 1995
- Для русских. Избранное. — Смоленск: Посох, 1995. — 416 с., 5 000 экз.
- Родина и мы. — Смоленск: Посох, 1995. — 512 с., 5 000 экз.
- О России. 2-е изд. — М.: Студия Тритэ, 1995. — 32 с.,

### 1996
- Собрание сочинений: в 10 т. Т. 6. Ч. 1, Т. 6. Ч. 2. — М.: Русская книга, 1996
- О России. 3-е изд. — М.: Студия Тритэ, 1996. — 64 с.,
- Основы государственного устройства. — М.: ТОО «Рарогъ», 1996. — 162 с.

### 1998
- Путь к очевидности. — М.: ЭКСМО-пресс, 1998. — 912 с., 10 000 экз.

### 2002
- Аксиомы религиозного опыта. — М.: АСТ, 2002. — 592 с. ISBN 5-17-011518-0

### 2005
- О сопротивлении злу силой. — М.: Даръ, 2005. — (Русская культура). — ISBN 5-485-00094-0.

### 2006
- Аксиомы религиозного опыта. 2006. ISBN 985-6503-40-X
- О русском национализме. Сборник статей. Российский Фонд Культуры, 2006. — 152 с. ISBN 5-85302-505-8
- Почему мы верим в Россию. Серия: Антология мысли. Эксмо, 2006. — 912 с. ISBN 5-699-14583-6
- Путь духовного обновления. Альта-Принт, 2006. ISBN 5-98628-010-5
- Справедливость или равенство? Публицистика 1918—1947 годов. М: ПСТГУ, 2006. — 575 с. ISBN 5-7429-0127-5

### 2007
- Книга раздумий. Серия: Канон философии. Терра, 2007, 528 с. ISBN 978-5-275-01528-7

### 2008
- Национальная Россия. Наши задачи. Алгоритм, 2008, 464 c. ISBN 978-5-9265-0362-0

### 2011
- Основы христианской культуры. Аксиомы религиозного опыта. Серия: Великая отечественная литература. Москва, Эксмо, 2011. 704 с. ISBN 978-5-699-46782-2